# 兵庫県
兵庫県（ひょうごけん）は、日本の近畿地方に位置する県である。県庁所在地は神戸市。

## 概説

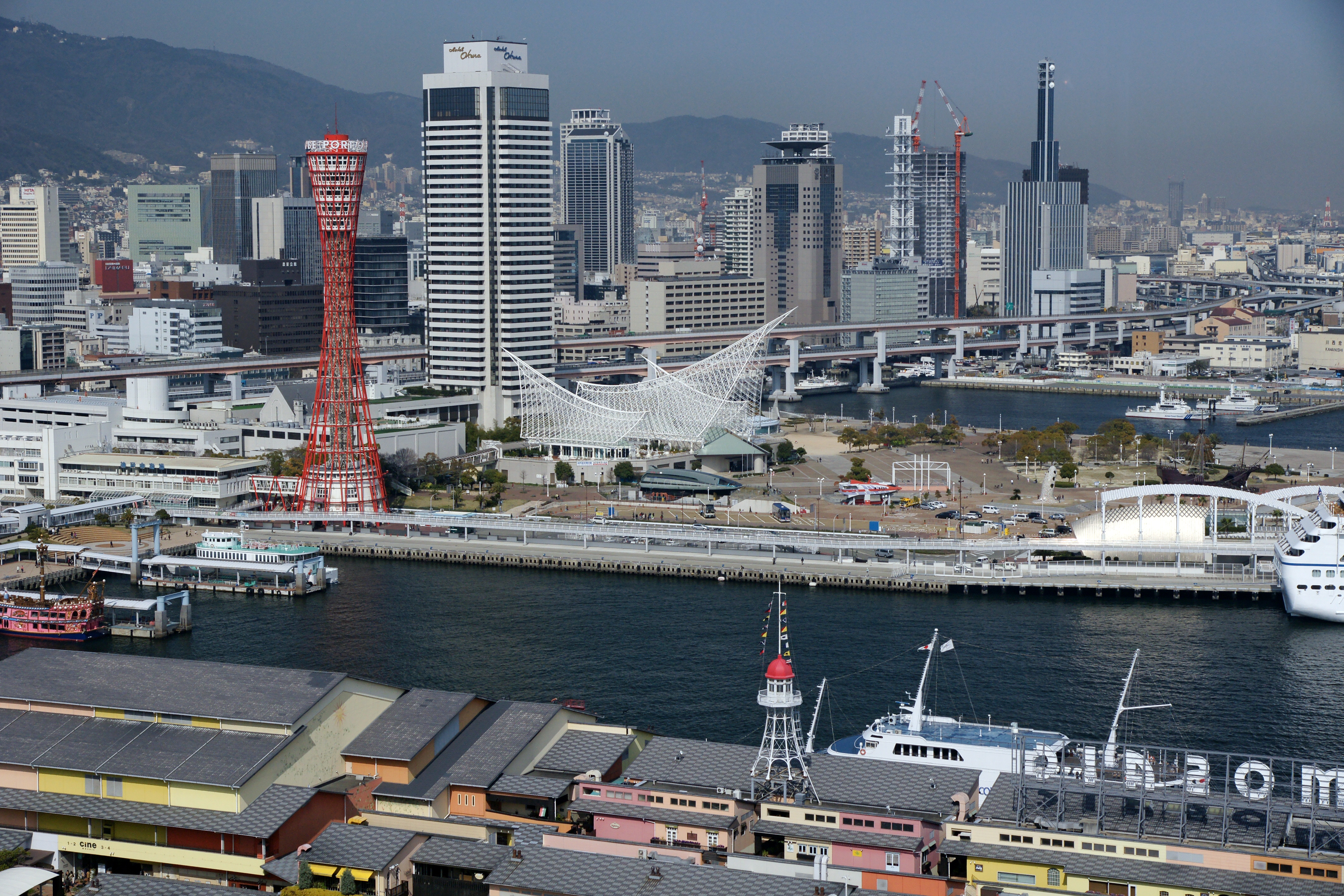
神戸市（メリケンパーク）

人口は約535万人で全国7位（近畿地方では大阪府に次いで2位）。GDP（県内総生産）は国内６位である。南北に長い県域を持ち、近畿地方の府県で最大の面積を持つ。北は日本海、南は瀬戸内海の2つの海に接している県である。本州で2つの海に接している県は、両端である青森県と山口県以外では兵庫県のみである。本州を青森県から山口県まで陸路で縦断しようとすると、必ず本県を通ることになる。

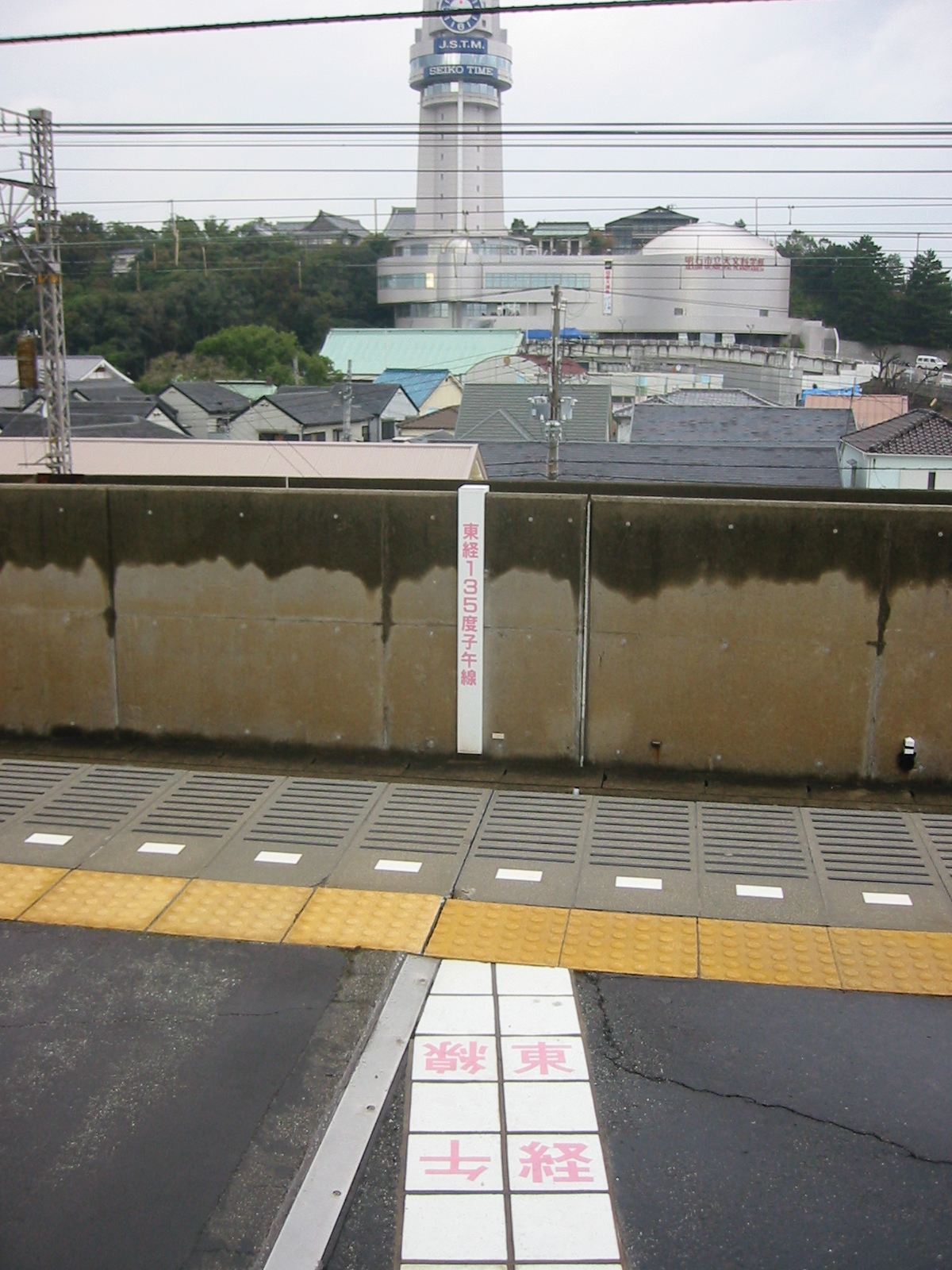
日本標準時子午線（山陽電鉄人丸前駅ホーム）（明石市）

ほぼ中央を日本標準時子午線（東経135度）が南北に通過し、明石市にはこれに因む明石市立天文科学館がある。県中央部には中国山地が東西に横たわり、交通の難所ともなっている。
南部の瀬戸内海沿岸は阪神工業地帯や播磨臨海工業地帯といった日本有数の重化学工業の集積地となっており、近畿圏最多の工場立地数となっている。一方で、中部から日本海の面する北部にかけては農林水産業が主な産業であり、山間部の過疎地や豪雪地帯も抱える。これら過密と過疎を平均した県単位の産業活動指数は全国平均であることから、日本の縮図といわれることがある。また、南東部の阪神間は、大阪市のベッドタウンとしての性格があり、大阪に通勤通学する住民の割合が比較的高い（「兵庫府民」も参照）。神戸市（国内の大都市人口7位）と阪神地方で県人口の約6割を占め、大阪に近い県南東部に人口が偏重している。そのため、阪神間には複数の幹線道路や鉄道路線が並行している。阪神間は大阪都市圏の一部であるとともに、神戸市自体も神戸都市圏を形成しており、両都市圏やその周辺の地域などを包括して阪神都市圏と呼ばれている。また、これらの地域はより広域な京阪神大都市圏（近畿大都市圏）に含まれている。なお、兵庫県の人口は国内7位、人口密度は国内9位である。
令制国（旧国）の摂津国西部、丹波国南西部および但馬国、播磨国、淡路国のそれぞれ全域で県域の大半が構成されるが、岡山県からの越境編入が2回あったため、僅かながら美作国東部、備前国南東部も含んでいる。北海道（11国）に次ぐ7国にまたがり、その7国が五畿八道の畿内（摂津国）、山陰道（丹波国・但馬国）、山陽道（播磨国・美作国・備前国）、南海道（淡路国）に分かれるため、全国最多の4地方にまたがる当県は、古来の行政区分・地方区分をほとんど無視する形で成立している。現在の地方区分でも、鳥取県境より西に位置する西播磨地域の西部は、地図帳などにおいて近畿地方のページには収まりきれず、中国地方のページに掲載されている場合がある。
外貨獲得を急務とした明治政府は、但馬の生糸の輸出に日米友好通商条約により開港した神戸港（旧摂津国、神戸市中央区）を活用するため、大久保利通の指示の下、櫻井努が策定した案を基に1876年（明治9年）、第三次兵庫県の区域を確定した。神戸を発展させるための財源として、豊かな農業国であった播磨・但馬などからの税収を充てたのである。
江戸時代に置かれた藩は摂津国に尼崎藩・三田藩、丹波国に篠山藩・柏原藩、但馬国に出石藩・豊岡藩があり、播磨国に姫路藩・林田藩・明石藩・龍野藩・赤穂藩・三日月藩・小野藩・三草藩・安志藩・山崎藩が、淡路国に阿波藩（阿波徳島藩）の洲本城代の稲田家、旗本（交代寄合）の山名家の村岡陣屋、交代寄合の池田家の福本陣屋が存在した。
上記のように多様性を内包した当県は、かつて東ヨーロッパに存在したユーゴスラビア社会主義連邦共和国になぞらえて「ヒョーゴスラビア」と呼ばれることがあり、県もこれに乗る形で2018年から「U5H＝United 5koku of HYOGO（兵庫五国連邦）」というプロモーションを行っている
。

### 県名の由来
摂津国八部郡の兵庫津（現在の神戸市兵庫区）に初代県庁舎が置かれたことによる。
- 慶応4年（1868年）
  - 1月15日（2月8日） 兵庫島上町に兵庫役所を設置[6]。
  - 1月19日（2月12日） 兵庫切戸町の旧兵庫勤番所へ兵庫役所を移転[6]。
  - 1月22日（2月15日） 兵庫鎮台を設置[6]。
  - 2月2日（2月24日） 兵庫鎮台を兵庫裁判所と改める[6]。
  - 5月23日（7月12日） 兵庫裁判所を廃止して兵庫県を設置[6]。

兵庫津（旧称は大輪田泊）は当時人口2万人を超える港町として栄えていたが、事実上の開港場は兵庫津の北東に近接する同郡神戸村となった。慶応4年9月（1868年10月16日～11月13日）に県庁舎は同郡坂本村へ新築移転しており、兵庫津に置かれた期間は約3～4ヶ月、県設置以前から数えても約8～9ヶ月と1年に満たない。 2代目県庁舎が置かれた坂本村の南部（仲町部）は兵庫の一部とも見なされたが、約4年6～7ヶ月後の1873年（明治6年）5月に県庁舎は神戸町へ移転し、以降この3代目県庁舎とほぼ同じ場所で4代目県庁舎と5代目県庁舎に建て替えられている。
市街としての兵庫津（兵庫）は1879年（明治12年）1月8日に神戸区（神戸市の前身）の一部となり、港湾としての兵庫津（兵庫港）も1892年（明治25年）10月1日に神戸港の一部となって、明治以降急速に発展した「神戸」に飲み込まれる形で一体化したが、県名は「兵庫」のまま続いている。
「兵庫」の由来は、天智天皇の治世に兵の武器庫という意味である「つわものぐら（兵庫）」があったことに由来し、兵庫県旗と県章も兵の字を図案化したものである。

## 地理・地域

### 広袤（こうぼう）
国土地理院地理情報 によると兵庫県の東西南北それぞれの端は以下の位置で、東西の長さは111.13km、南北の長さは168.50kmである。
| 重心 北緯35度2分25秒 東経134度49分33秒 / 北緯35.04028度 東経134.82583度 | 北端 北緯35度40分29秒 東経134度45分53秒 / 北緯35.67472度 東経134.76472度 ↑ |                                                                          |
| 西端 北緯34度51分7秒 東経134度15分9秒 / 北緯34.85194度 東経134.25250度← | 中心点 北緯34度54分55秒 東経134度51分38秒 / 北緯34.91528度 東経134.86056度 | 東端 →北緯34度55分32秒 東経135度28分7秒 / 北緯34.92556度 東経135.46861度 |
|                                                                         | ↓ 南端 北緯34度9分21秒 東経134度48分59秒 / 北緯34.15583度 東経134.81639度  |                                                                          |

### 地形
大阪湾に面した南部は平野部だが、中部・北部の大半は山地・丘陵地帯となっている。人口は南部に集中している。

#### 山地

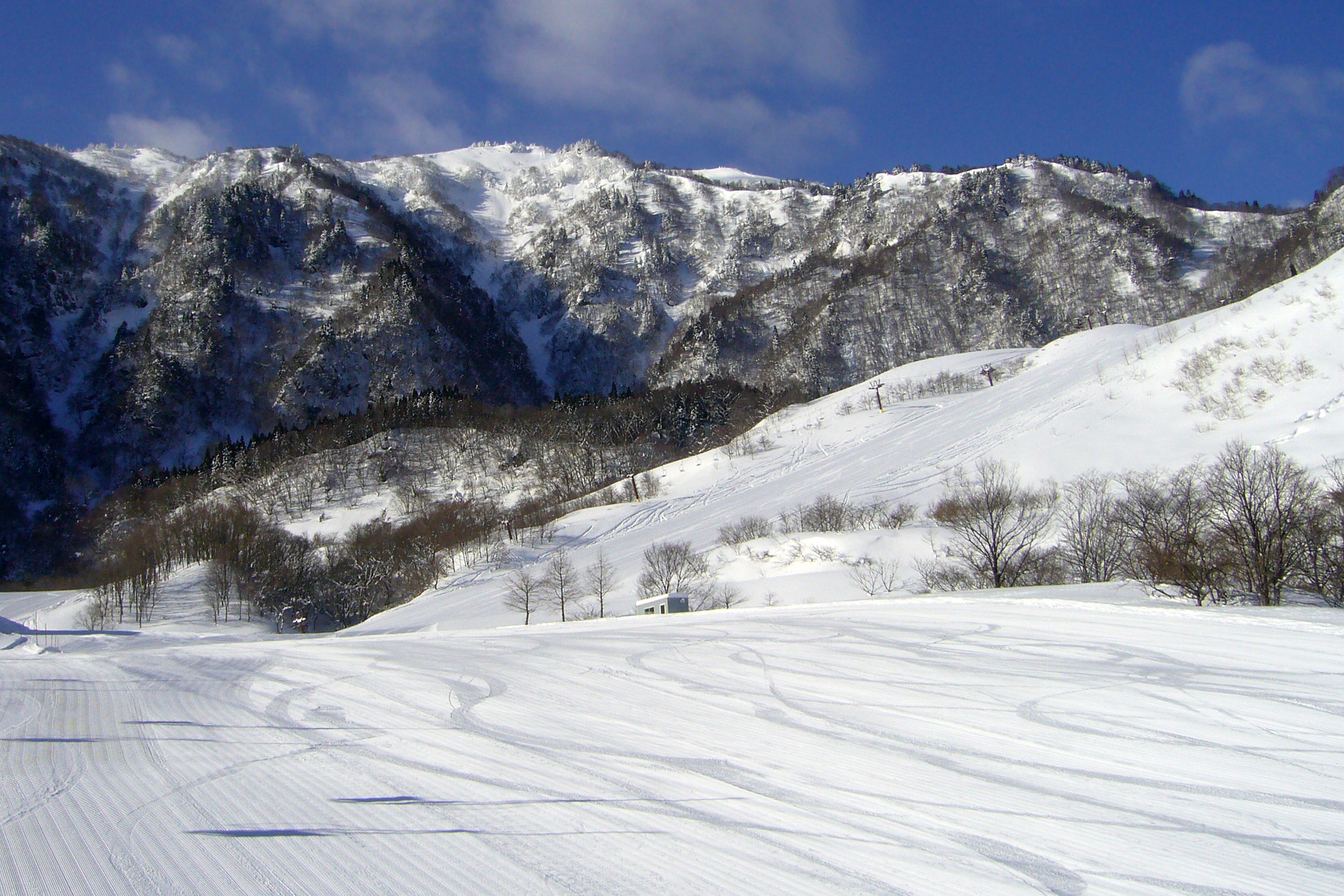
氷ノ山 （県下最高峰）
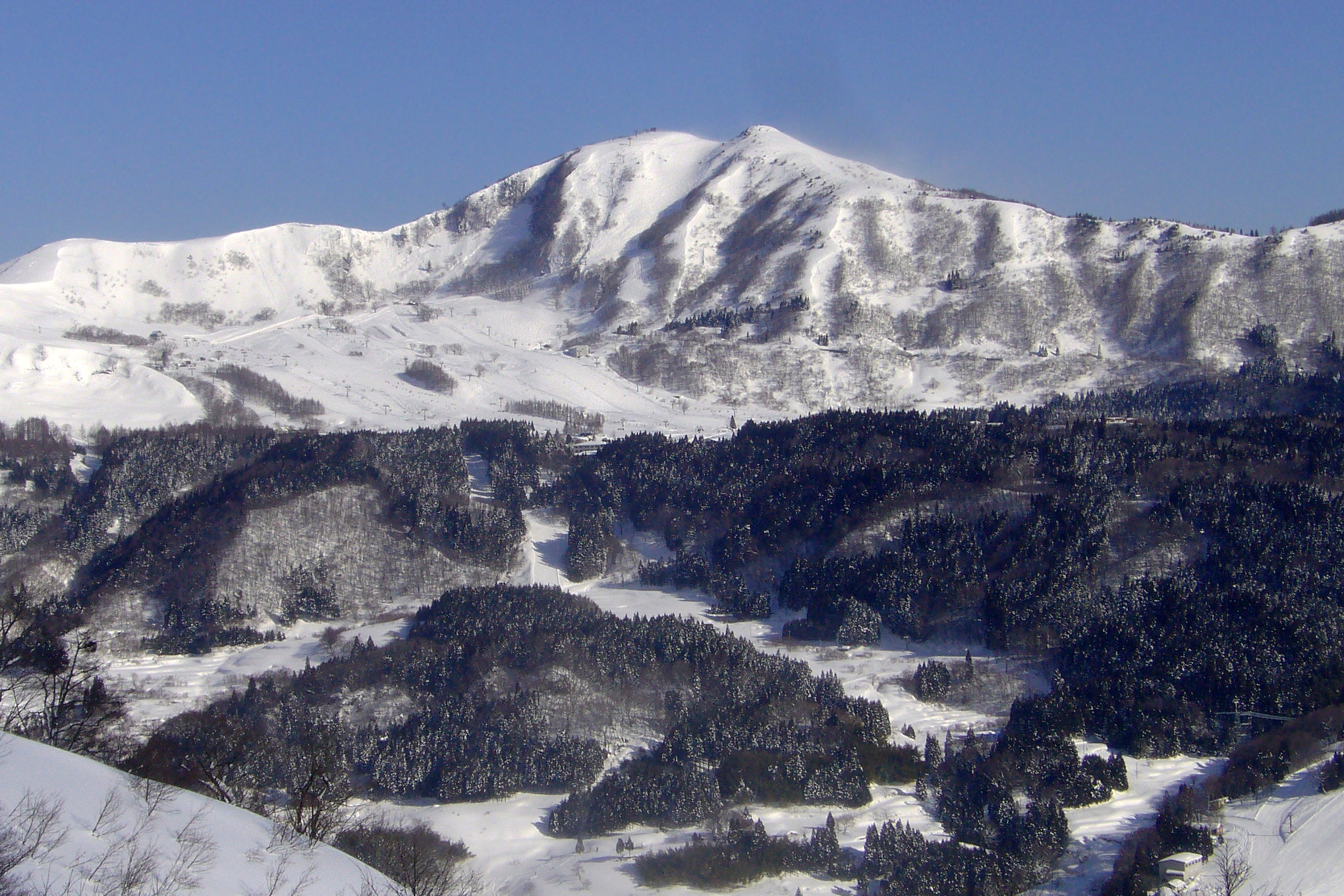
鉢伏山
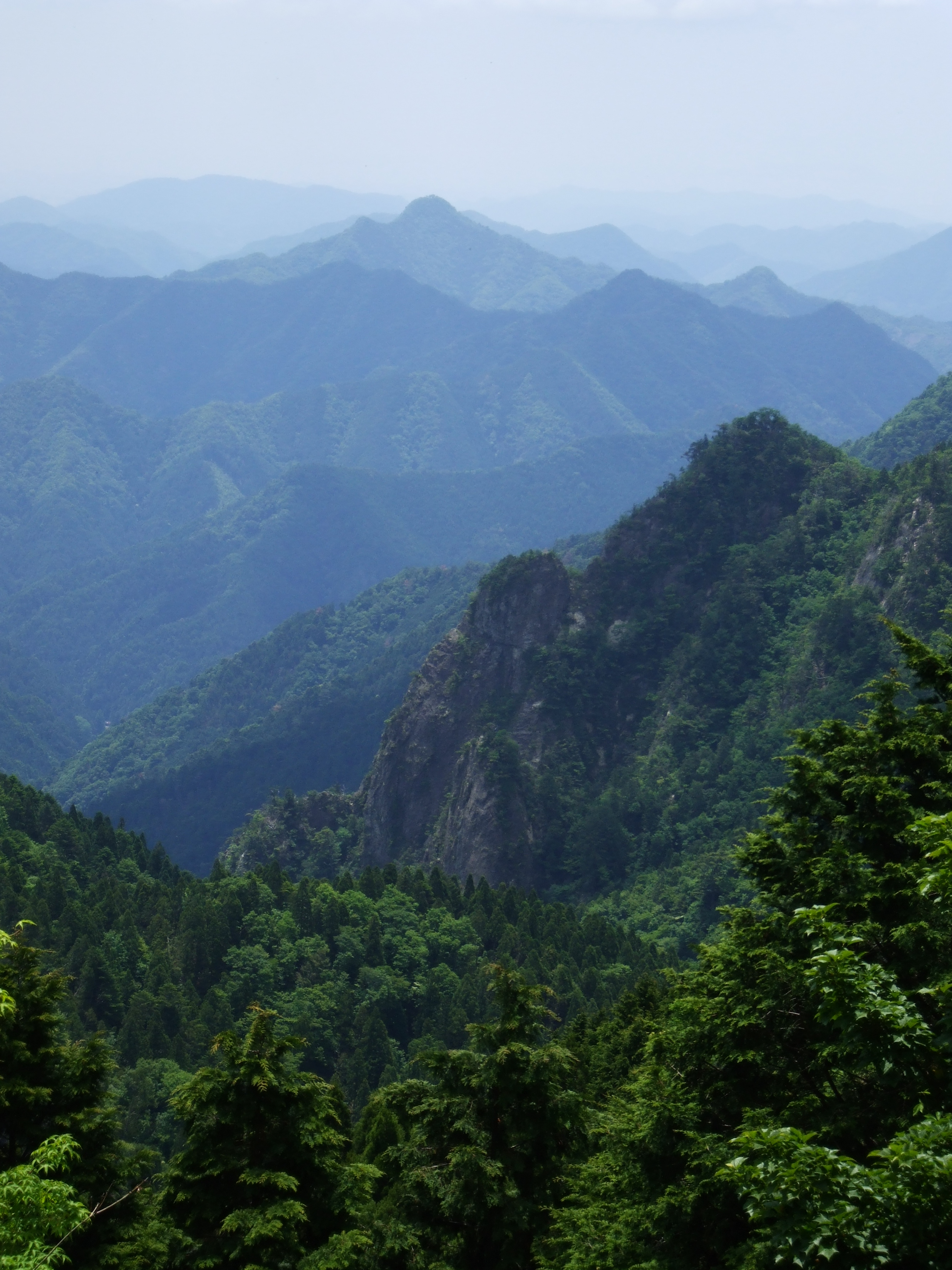
雪彦山

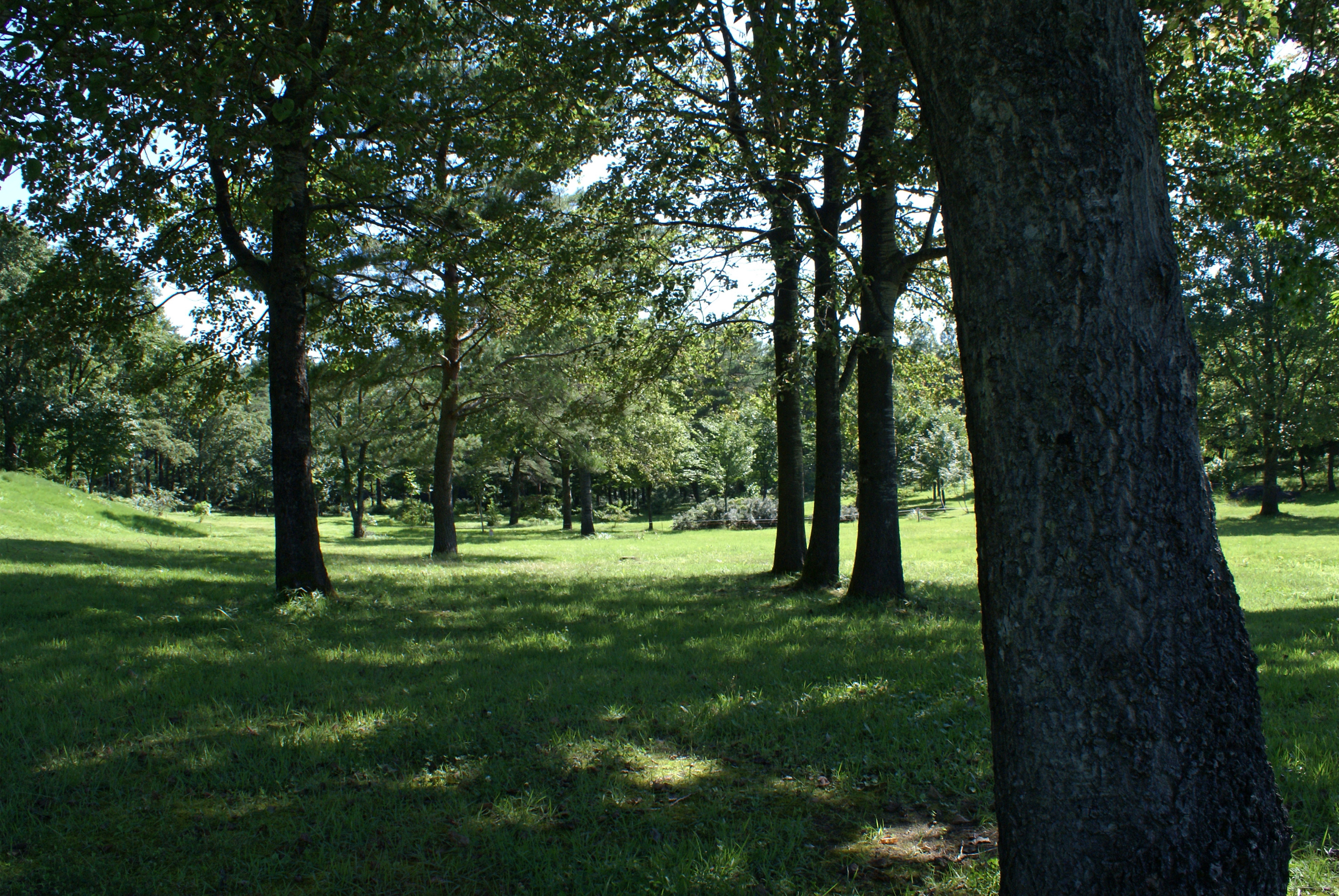
瀞川平
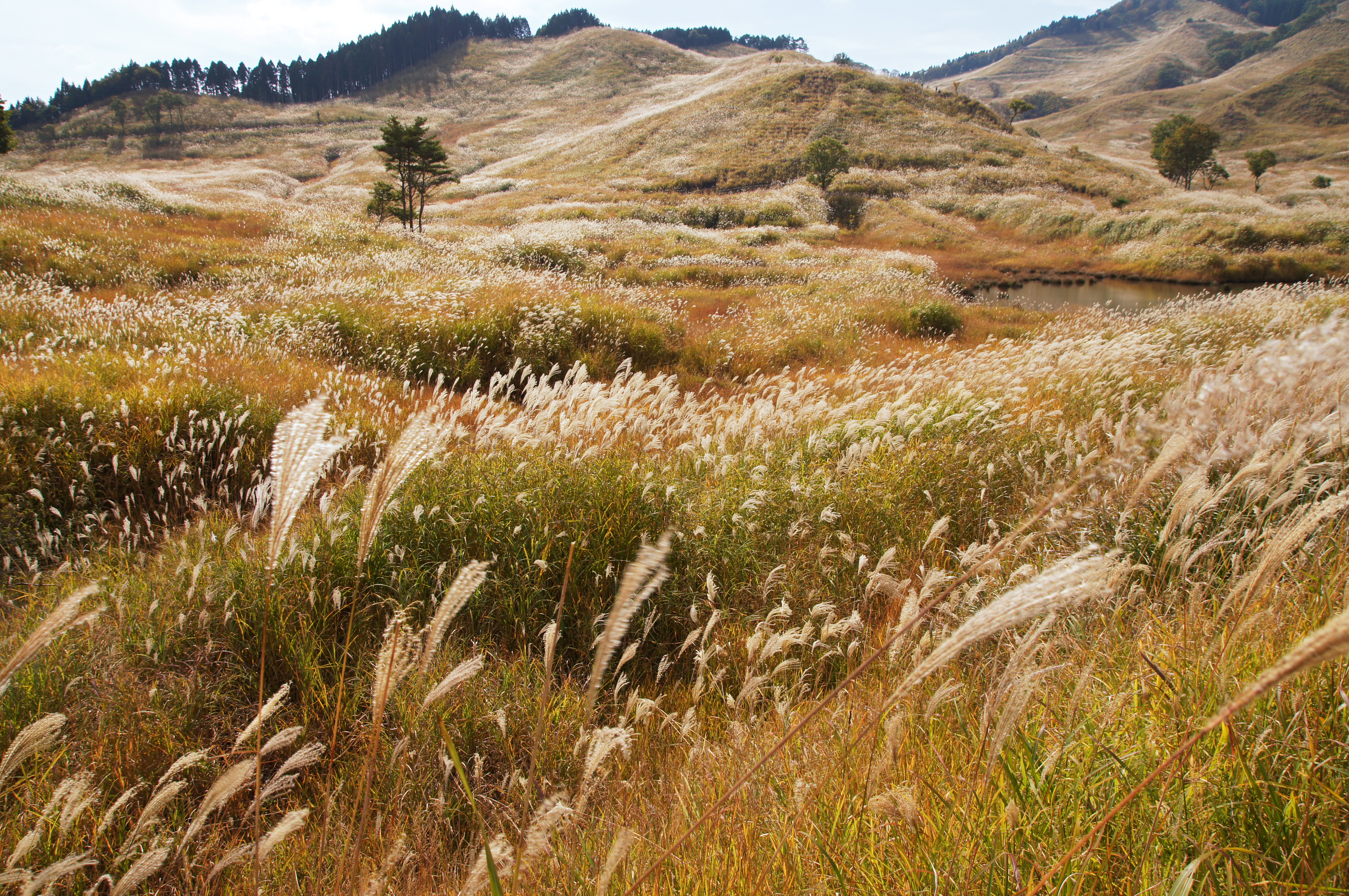
砥峰高原
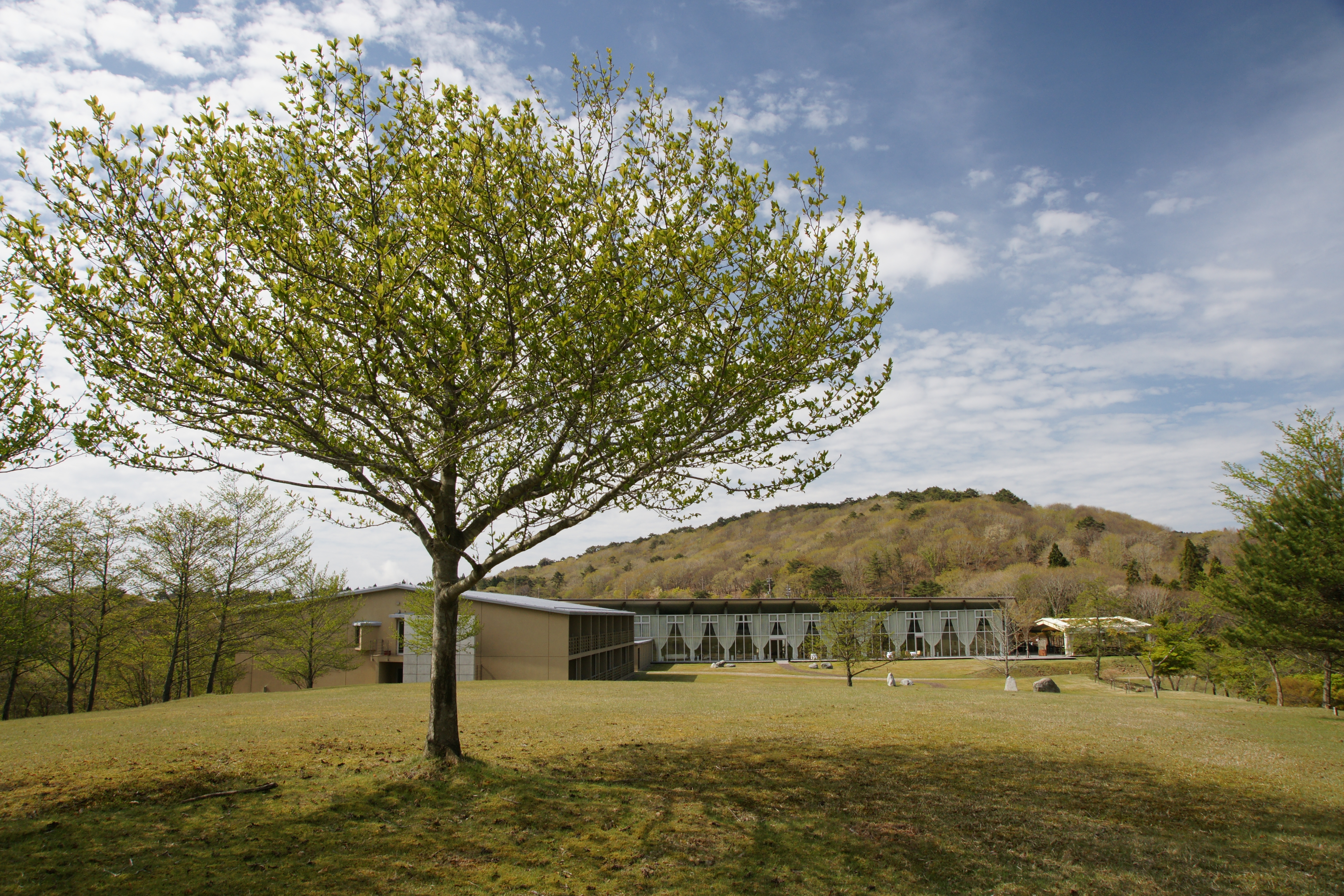
峰山高原

- 主な山地・山  - 中国山地
    - 氷ノ山
    - 鉢伏山
    - 扇ノ山
    - 妙見山
    - 蘇武岳
    - 瀞川山
    - 日名倉山
    - 三室山
    - 後山
    - 雪彦山
    - 七種山
    - 段ヶ峰
    - 千ヶ峰
    - 笠形山
    - 西光寺山
    - 明神山

  -  丹後山地
    - 東床尾山

  - 丹生山系
    -       - 丹生山、帝釈山

  -  東播磨丘陵地
    - 高御位山
    - 笠松山
    - 善防山
    - 三木山
    - 雄岡山

  -  六甲山地
    - 六甲山
    - 摩耶山
    - 再度山
    - 鉢伏山
    - 東お多福山
    - 西お多福山
    - 甲山

  -  諭鶴羽山地
    - 諭鶴羽山
    - 柏原山

  -  多紀連山
    - 御嶽
    - 西ヶ嶽
    - 小金ヶ嶽

- 氷ノ山 （県下最高峰）
- 鉢伏山
- 雪彦山

- 高原
  - 鉢伏高原
  - 神鍋高原
  - 瀞川平
  - 兎和野高原
  - 上山高原
  - 杉ヶ沢高原
  - 柤岡高原
  - 美原高原
  - 美方高原
  - 砥峰高原
  - 峰山高原

- 瀞川平
- 砥峰高原
- 峰山高原

#### 平野・盆地
- 主な平野・盆地
  - 大阪平野
  - 播磨平野
  - 洲本平野
  - 三原平野
  - 豊岡盆地
  - 篠山盆地
  - 三田盆地
  - 多田盆地
- カルデラ
  - 照来（てらぎ）カルデラ

#### 河川

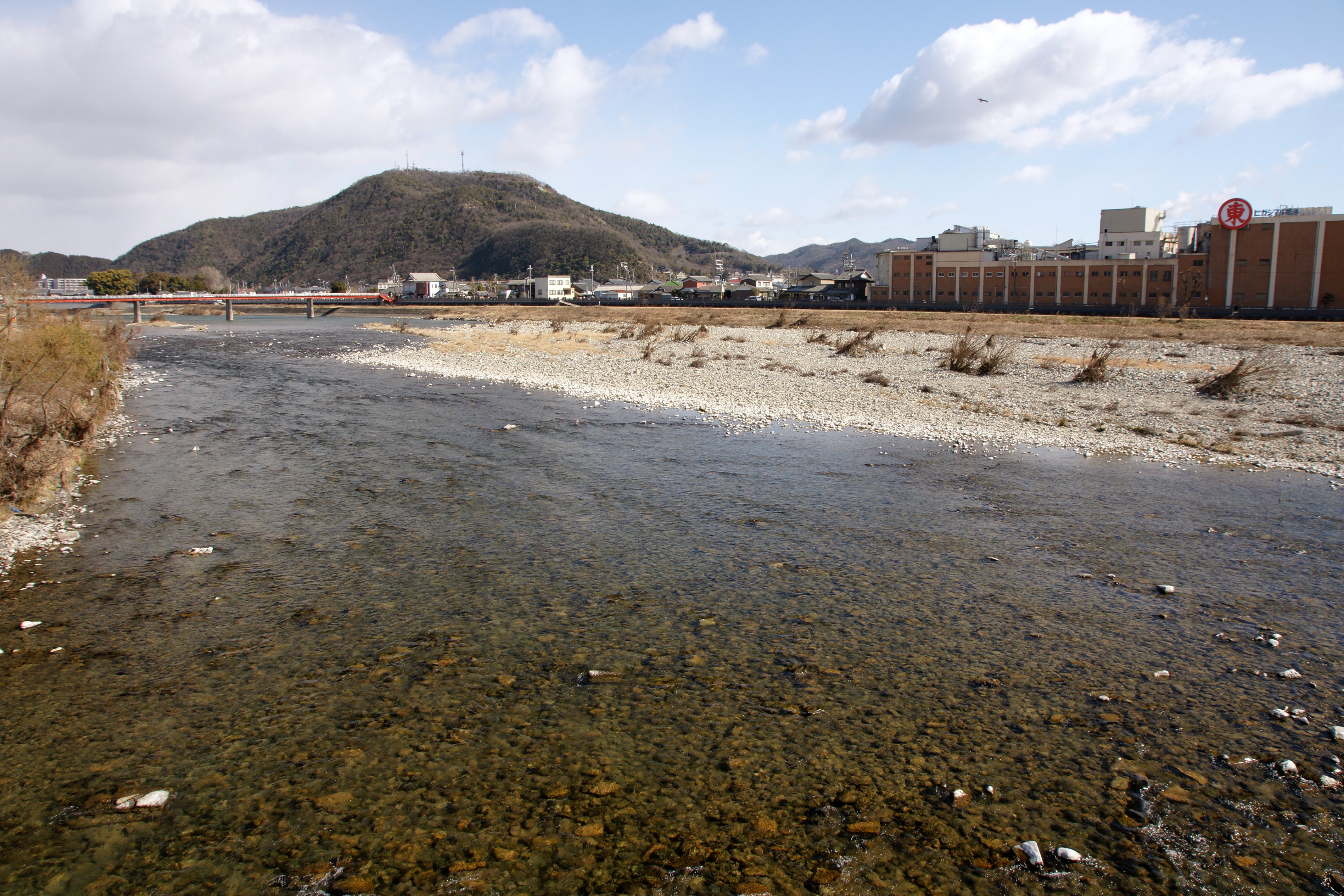
揖保川
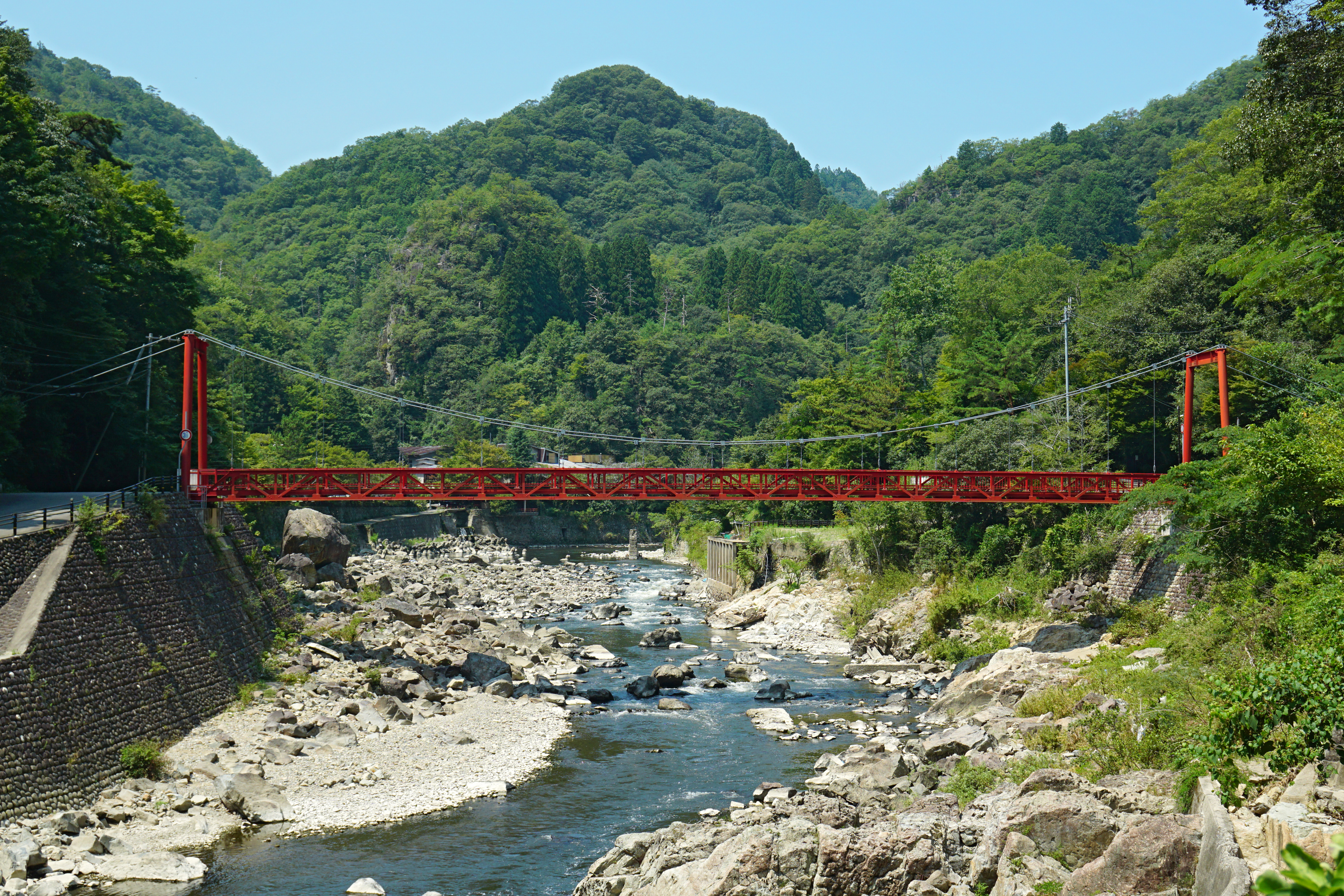
武庫川
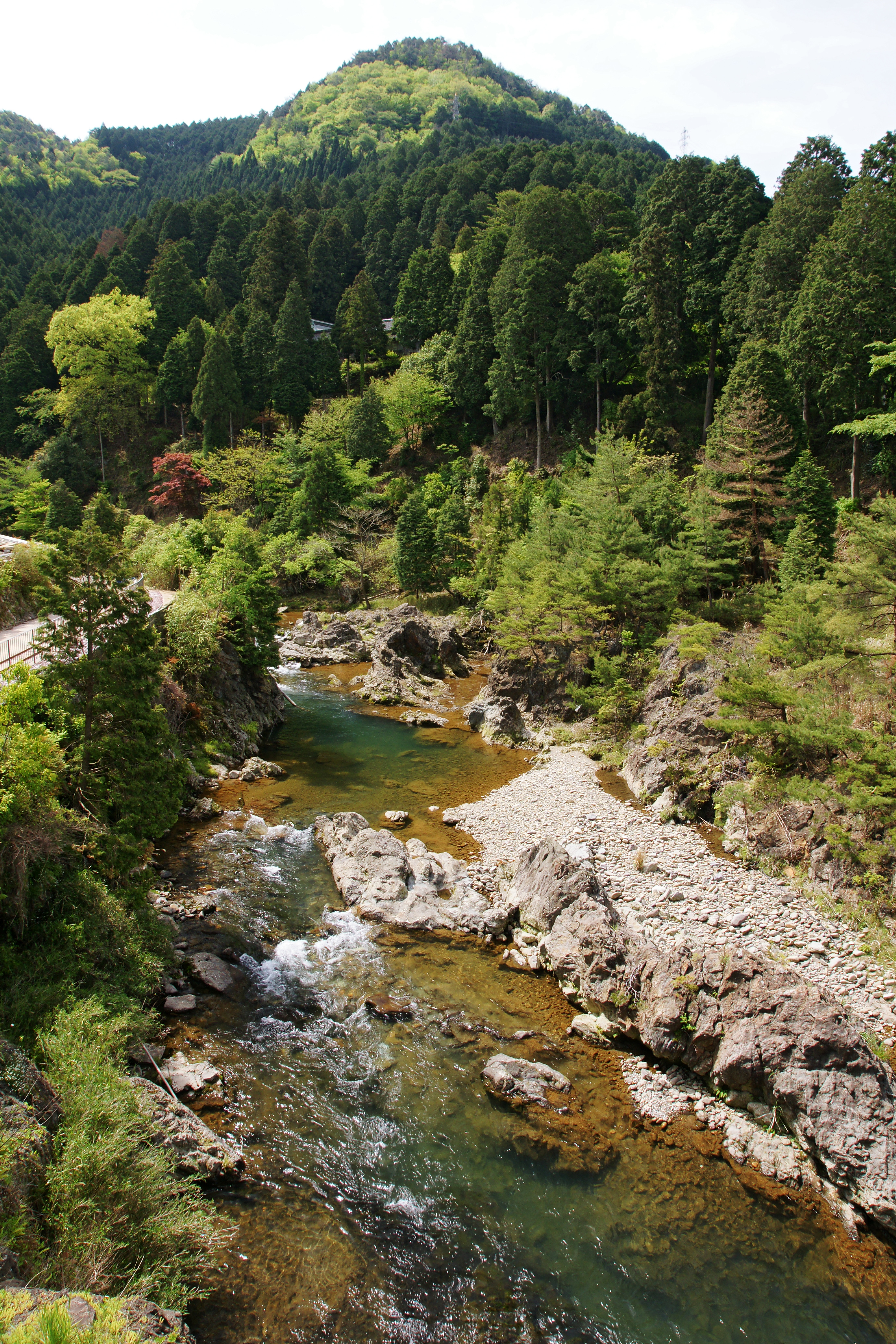
市川

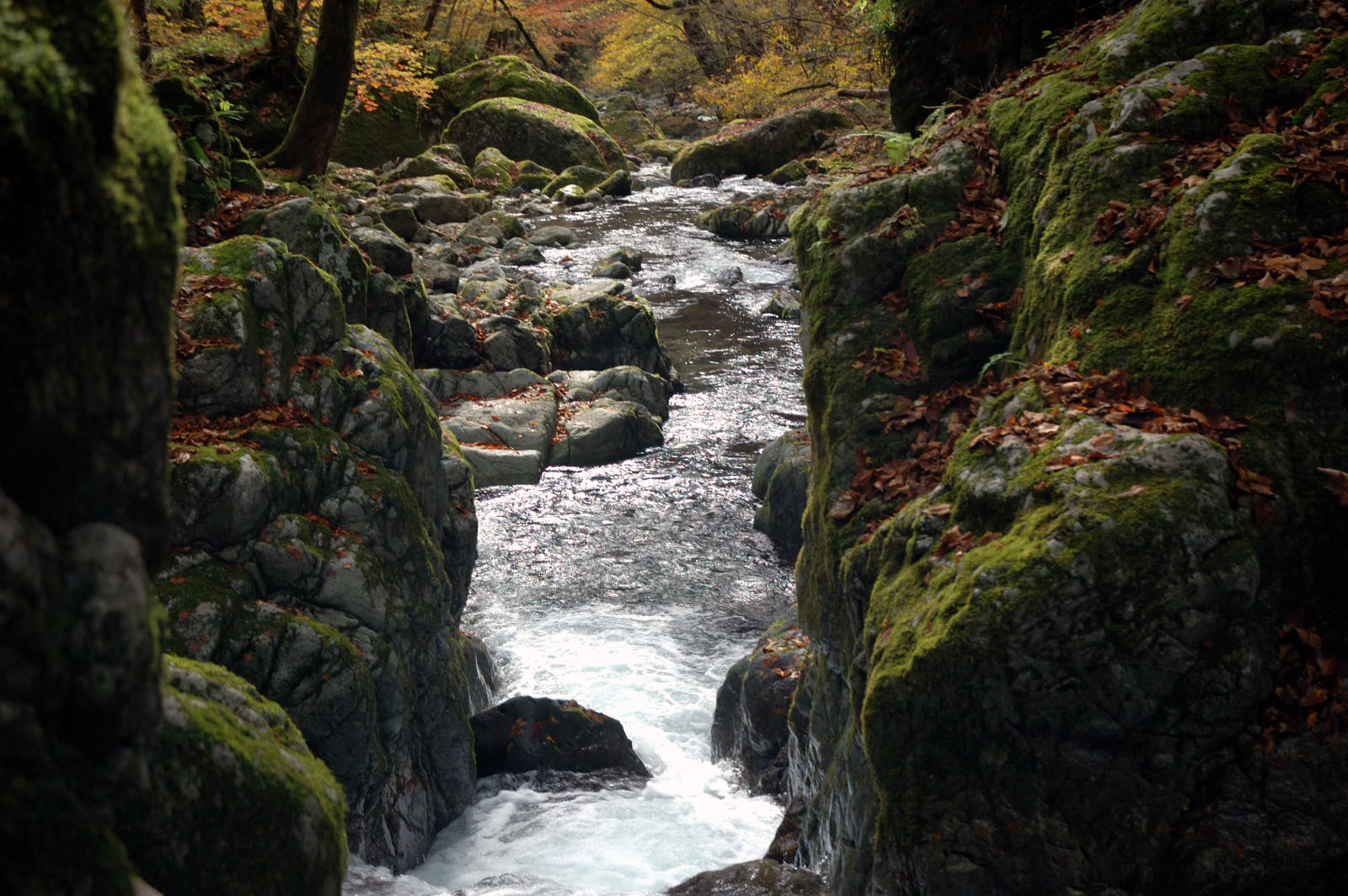
音水渓谷
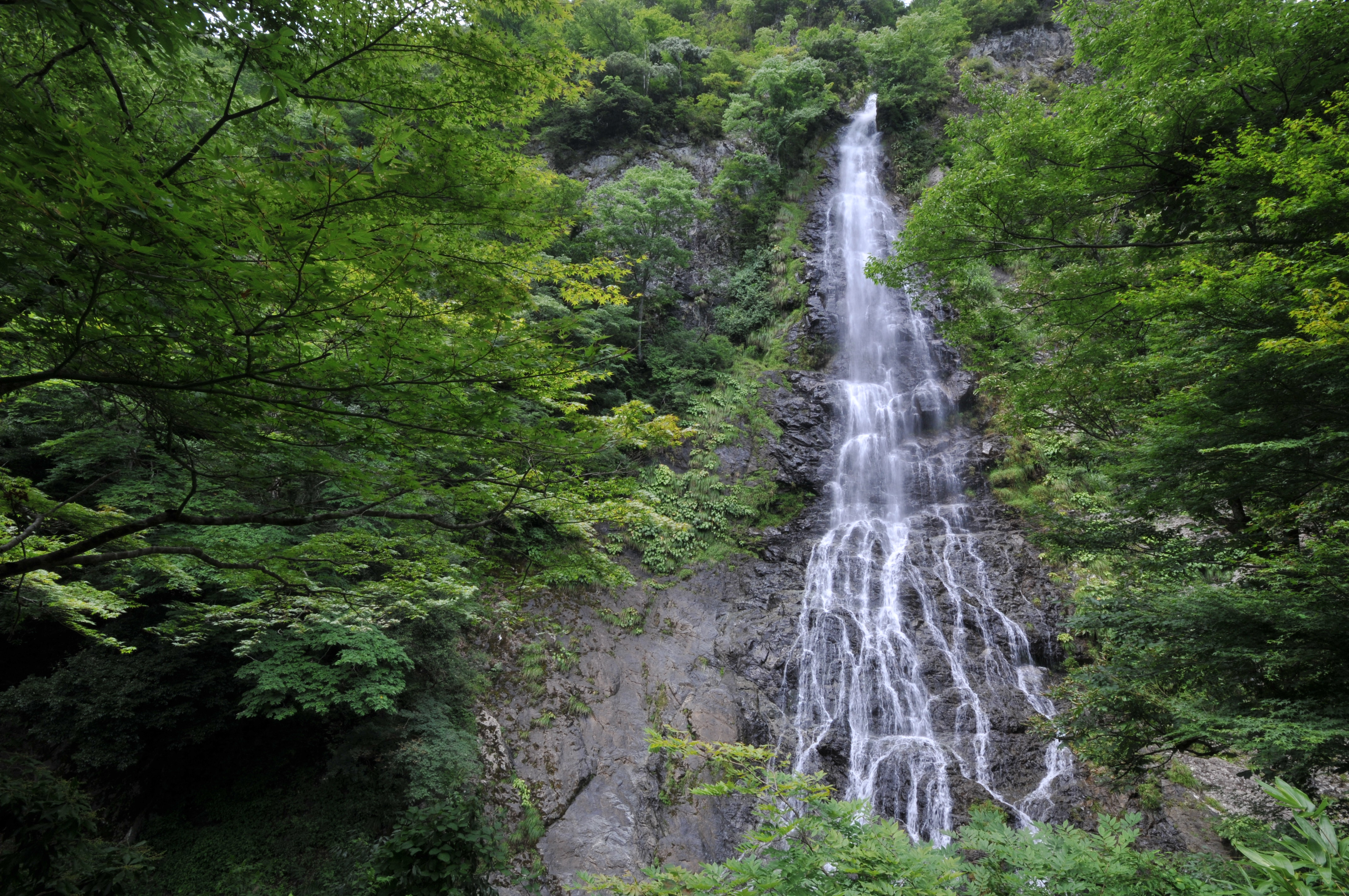
天滝渓谷
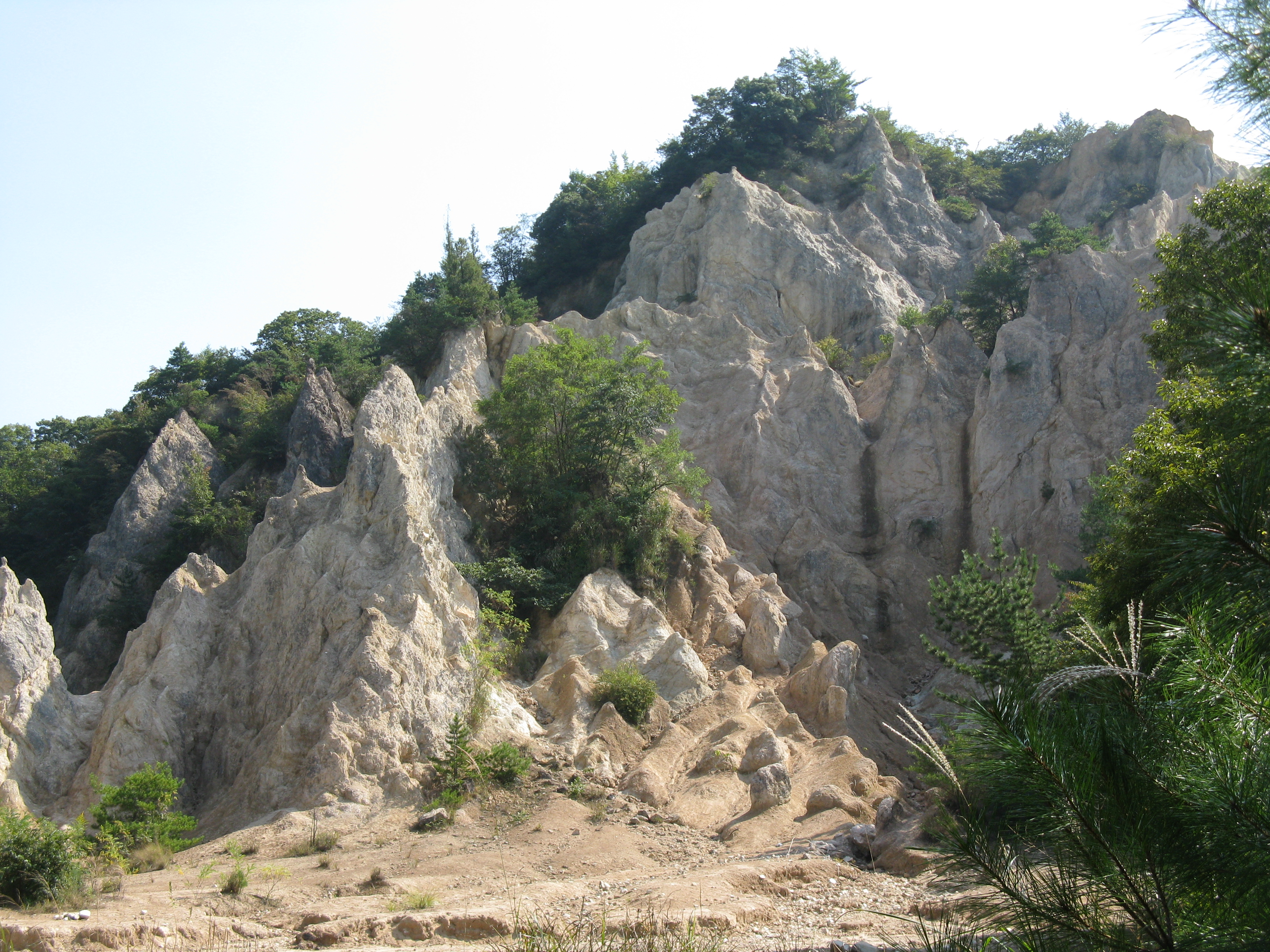
蓬萊峡

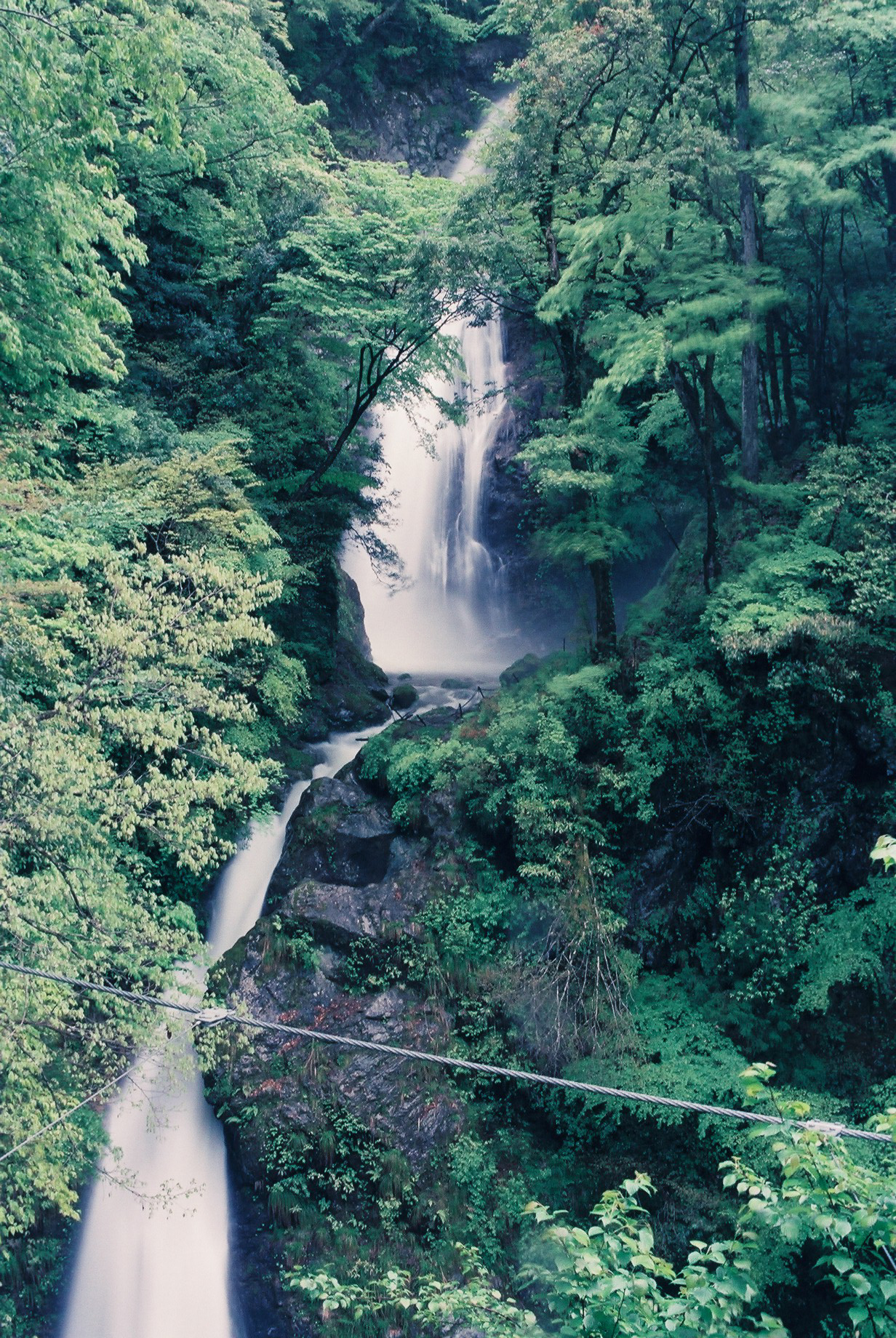
原不動滝
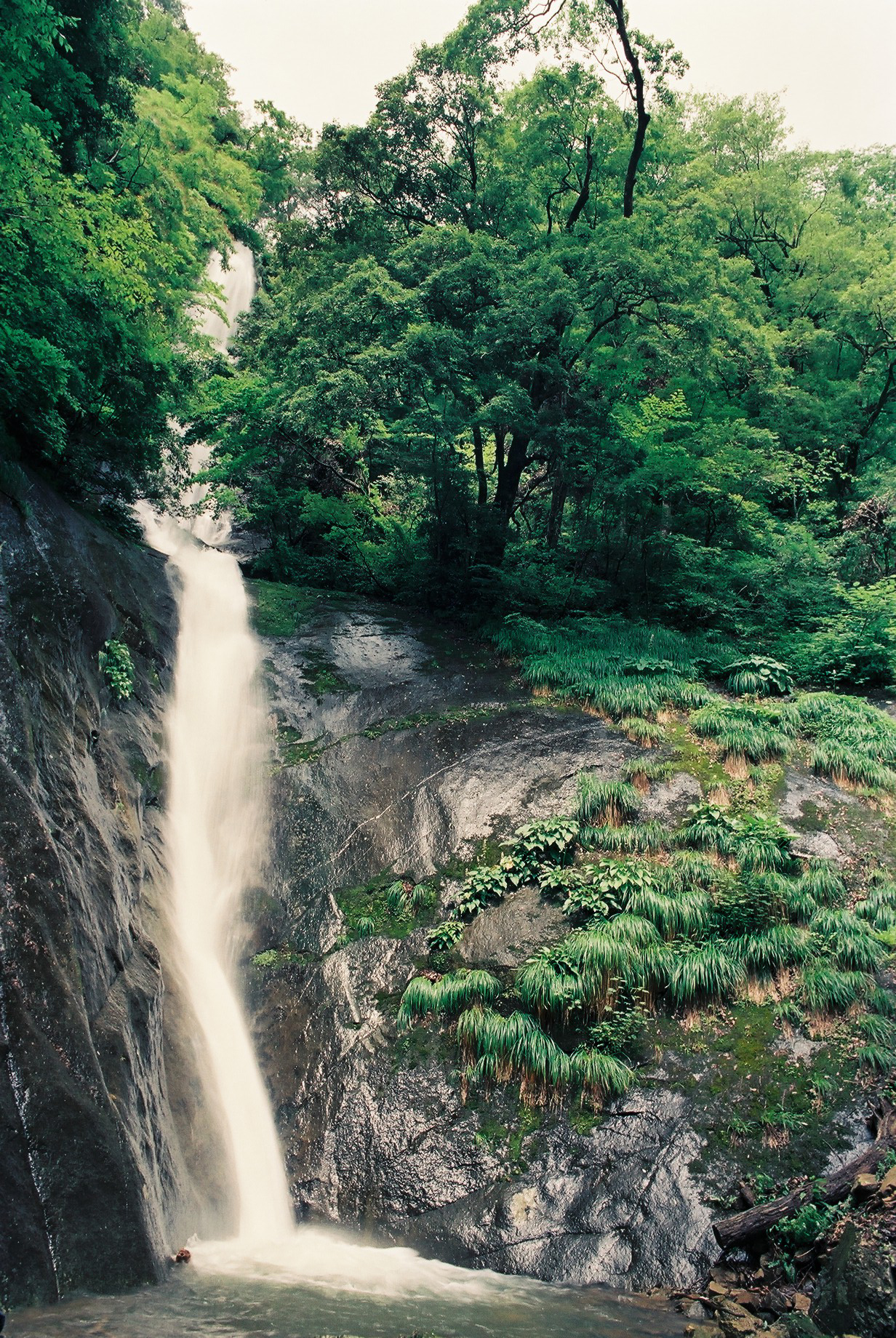
猿尾滝
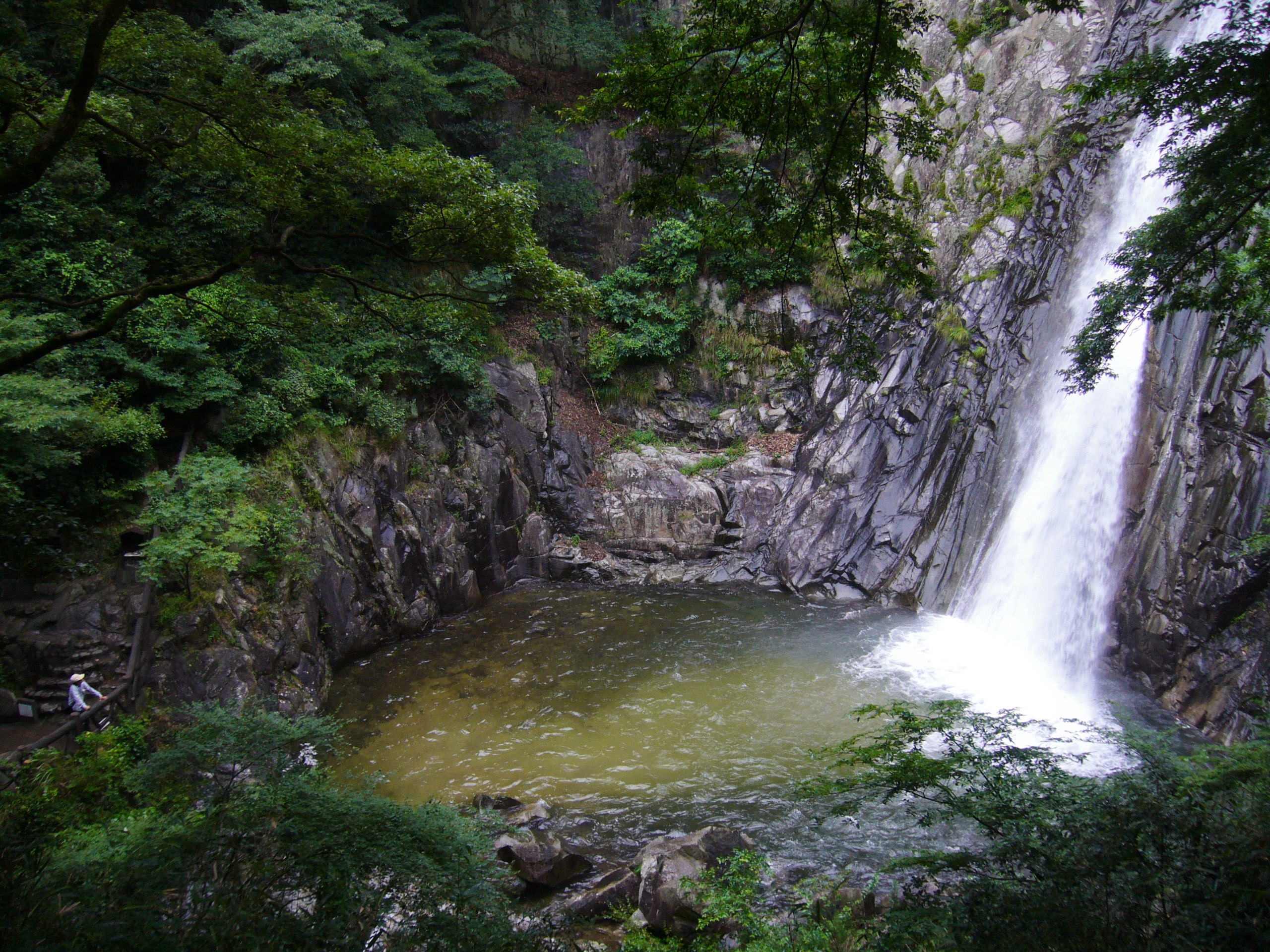
布引の滝

- 主な川  -  加古川水系
    - 加古川
    - 美嚢川
    - 杉原川

  -  円山川水系
    - 円山川
    - 出石川
    - 大屋川
    - 八木川

  -  揖保川水系
    - 揖保川
    - 林田川
    - 福知川
    - 公文川

  - 淀川水系支川
    - 神崎川
    - 猪名川

  - その他水系
    - 武庫川
    - 市川
    - 千種川
    - 明石川
    - 夢前川
    - 洲本川
    - 三原川
    - 矢田川
    - 岸田川など

- 揖保川
- 武庫川
- 市川

- 主な渓谷・峡谷
  - 瀞川渓谷
  - 霧ヶ滝渓谷
  - 小又川渓谷
  - 赤滝渓谷
  - 阿瀬渓谷
  - 音水渓谷
  - 天滝渓谷
  - 糸井渓谷
  - 福知渓谷
  - 猪名川渓谷
  - 横行渓谷
  - 熊波渓谷
  - 小代渓谷
  - 赤西渓谷
  - 板馬見渓谷
  - 山田渓谷
  - 直谷渓谷
  - 蓬萊峡
  - 立雲峡

- 音水渓谷
- 天滝渓谷
- 蓬萊峡

- 主な滝
  - 原不動滝
  - 猿尾滝
  - 天滝
  - 布引の滝
  - 霧ヶ滝
  - 七種の滝
  - 羊ヶ滝
  - 扁妙の滝
  - 布滝
  - 瀞川不動滝
  - 赤滝
  - 黒岩の滝

- 原不動滝
- 猿尾滝
- 布引の滝

#### 湖沼
- 主な湖沼
  - つくはら湖（呑吐ダム）
  - 東条湖（鴨川ダム）
  - 千丈寺湖（青野ダム）
  - 知明湖（一庫ダム）
  - 昭和池（昭和池ダム）
  - 銀山湖（生野ダム）
  - 多々良木ダム貯水池
  - 翠明湖（糀屋ダム）

##### 溜池
ため池の数が日本一多い。
県内では、淡路市の13,301か所が最も多く、洲本市の7,014か所、神戸市の6,305ヶ所と続く。淡路島全体で県の約半分を占める。一方近年、県の調査により全体の3割近い約1万ヶ所が実際には存在していないことが判明している。ただそれを勘案しても、ため池の数は相変わらず全国1位である。
- 溜池の数ランキング（2009年4月1日時点）
  1. 兵庫県 43,245
  2. 広島県 20,183
  3. 香川県 14,619
  4. 大阪府 11,105
  5. 山口県 10,636
- 溜池の数ランキング（2019年5月時点）[12]
  1. 兵庫県 24,400
  2. 広島県 19,772
  3. 香川県 14,619
  4. 山口県 9,992
  5. 岡山県 9,700

#### 海岸
- 海  -  日本海

  -  瀬戸内海
    - 大阪湾
    - 明石海峡
    - 播磨灘
    - 紀淡海峡
    - 鳴門海峡
    - 紀伊水道

#### 島嶼
- 主な自然島
  - 淡路島、成ヶ島、沼島
  - 家島諸島（家島、坊勢島、男鹿島他）
  - 生島
  - 日生諸島 取揚島（島内に岡山県との県境がある）

### 自然公園・国営公園
- 国立公園
  - 瀬戸内海国立公園、山陰海岸国立公園
- 国定公園
  - 氷ノ山後山那岐山国定公園
- 国営公園
  - 国営明石海峡公園
- 県立自然公園 
  - 多紀連山県立自然公園
  - 猪名川渓谷県立自然公園
  - 清水東条湖立杭県立自然公園
  - 朝来群山県立自然公園
  - 音水ちくさ県立自然公園
  - 但馬山岳県立自然公園
  - 西播丘陵県立自然公園
  - 出石糸井県立自然公園
  - 播磨中部丘陵県立自然公園
  - 雪彦峰山県立自然公園
  - 笠形山千ヶ峰県立自然公園

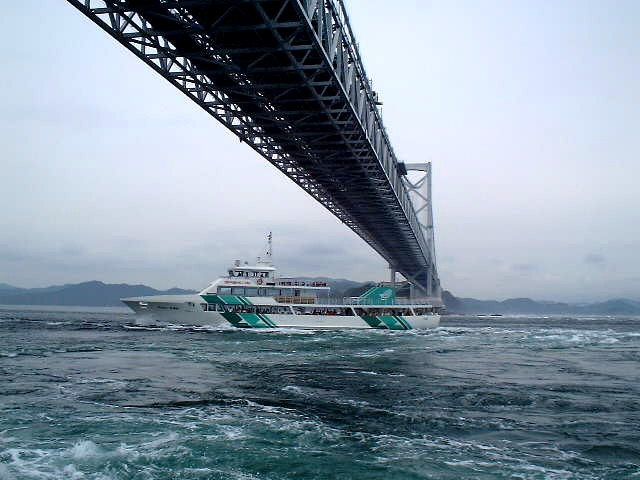
鳴門海峡（名勝、瀬戸内海国立公園）
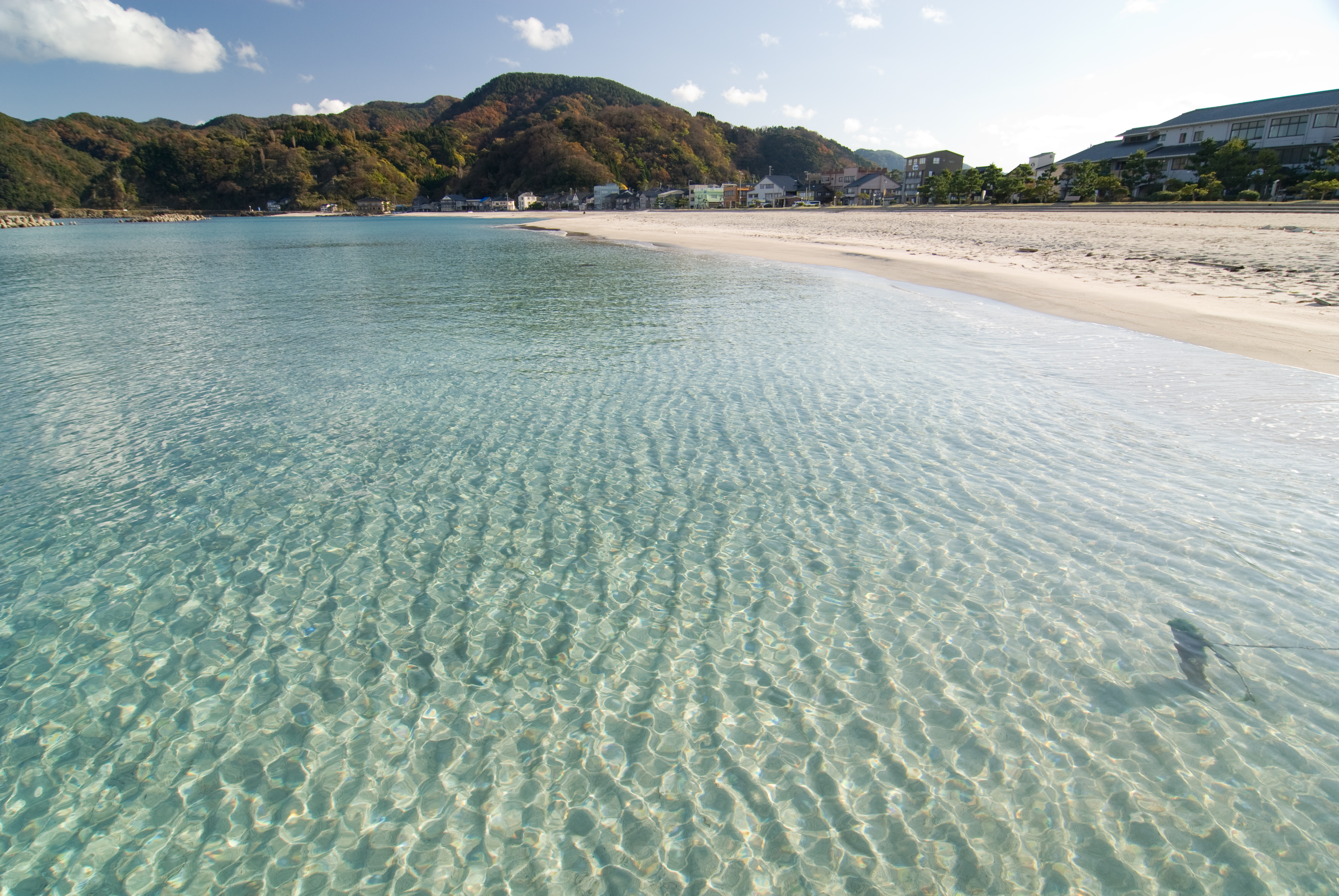
竹野浜 （山陰海岸国立公園）
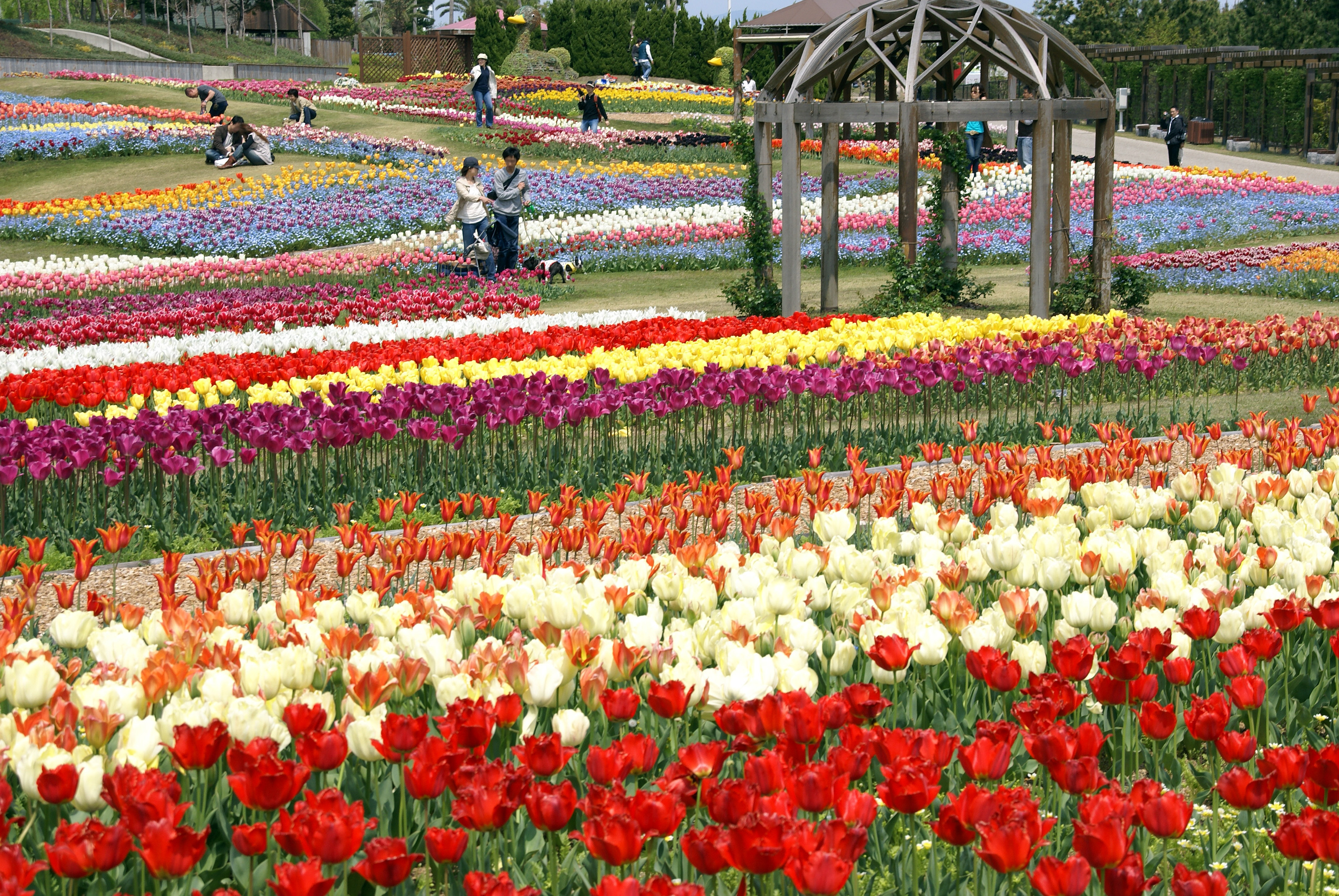
国営明石海峡公園

### 気候
北部は日本海側気候、南部は瀬戸内海式気候で、北部の自治体は豪雪地帯に指定されている。
夏季は全般に高温である。北部や内陸部を中心にフェーン現象による猛暑日が発生することがしばしばあり、また、南部では神戸から阪神間の沿岸部を中心に熱帯夜になることが多くなる。
冬季は瀬戸内海沿岸部では温暖であるが、その他の内陸部や北部の1月平均気温は3℃台以下で冬日も多く比較的寒い。三田市など、同標高で比較しても北関東などの東日本より低温となるところもある。北部の日本海側気候の地域では北西の季節風の影響で降水日数ならびに降雪量が多くなる。日本海寒帯気団収束帯の影響を受けると半日から数日の短時間で積雪が急増し、豊岡市街地や香住などの平野部でも50cmから1m前後のドカ雪となることもある。播磨北部の内陸部でも、南部の沿岸部・平野部と比較すると降水日数がやや多くなり、日本海から活発な雪雲が南下してきた場合は20cm前後の大雪となることもある。瀬戸内海沿岸部でも播磨南部を中心に小雨や小雪、みぞれが降る日もあるが、積雪は多くとも一冬に1〜2回・5～10cm程度である。特に神戸から阪神間での積雪は極めて少なくなっている。

### 兵庫県内各地の平年値
| 平年値 （月単位） | 平年値 （月単位） | 但馬         | 但馬         | 但馬         | 但馬         | 但馬         | 北播・丹波   | 北播・丹波   | 北播・丹波      |
| 平年値 （月単位） | 平年値 （月単位） | 北部         | 北部         | 南部         | 南部         | 南部         | 北播・丹波   | 北播・丹波   | 北播・丹波      |
| 平年値 （月単位） | 平年値 （月単位） | 香美町 香住  | 豊岡         | 朝来市       | 朝来市       | 養父市 大屋  | 丹波市 柏原  | 西脇         | 丹波篠山市 後川 |
| 平年値 （月単位） | 平年値 （月単位） | 香美町 香住  | 豊岡         | 和田山       | 生野         | 養父市 大屋  | 丹波市 柏原  | 西脇         | 丹波篠山市 後川 |
| ----------------- | ----------------- | ------------ | ------------ | ------------ | ------------ | ------------ | ------------ | ------------ | --------------- |
| 平均 気温 (°C)    | 最暖月            | 25.9（8月）  | 26.3（8月）  | 25.7（8月）  | 25.1（8月）  |              | 26.2（8月）  | 26.5（8月）  |                 |
| 平均 気温 (°C)    | 最寒月            | 4.2（2月）   | 2.9（2月）   | 2.2（2月）   | 1.8（1月）   |              | 2.8（1月）   | 3.2（1月）   |                 |
| 降水量 (mm)       | 最多月            | 255.6（1月） | 241.3（9月） | 206.6（9月） | 270.5（9月） | 228.6（9月） | 217.2（9月） | 201.0（6月） | 227.7（6月）    |
| 降水量 (mm)       | 最少月            | 104.1（4月） | 105.4（4月） | 81.5（12月） | 67.1（12月） | 89.0（12月） | 43.9（12月） | 37.5（12月） | 52.2（12月）    |
| 降水 日数 （日）  | 最多月            | 22.4（1月）  | 20.8（1月）  | 16.7（1月）  | 14.1（3月）  | 17.0(1月）   | 12.7（6月）  | 12.0（6月）  | 13.3（6月）     |
| 降水 日数 （日）  | 最少月            | 9.1（8月）   | 9.3（8月）   | 9.5（8月）   | 9.4（11月)   | 9.5（8月）   | 7.8（11月）  | 6.0（1月）   | 8.4（11月）     |

| 平年値 （月単位） | 平年値 （月単位） | 播磨         | 播磨         | 播磨         | 播磨          | 播磨         | 播磨         | 播磨          |
| 平年値 （月単位） | 平年値 （月単位） | 北西部       | 北西部       | 南西部       | 南西部        | 南西部       | 南東部       | 南東部        |
| 平年値 （月単位） | 平年値 （月単位） | 宍粟市 一宮  | 福崎         | 上郡         | 姫路市        | 姫路市       | 三木         | 明石          |
| 平年値 （月単位） | 平年値 （月単位） | 宍粟市 一宮  | 福崎         | 上郡         | 東今宿        | 家島         | 三木         | 明石          |
| ----------------- | ----------------- | ------------ | ------------ | ------------ | ------------- | ------------ | ------------ | ------------- |
| 平均 気温 (°C)    | 最暖月            | 25.4（8月）  | 26.7（8月）  | 26.4（8月）  | 27.1（8月）   | 26.5（8月）  | 26.4（8月）  | 27.6（8月）   |
| 平均 気温 (°C)    | 最寒月            | 2.3（1月）   | 3.3（1月）   | 2.9（1月）   | 4.0（1月）    | 4.8（2月）   | 3.5（1月）   | 5.1（2月）    |
| 降水量 (mm)       | 最多月            | 272.8（7月） | 207.0（6月） | 179.1（7月） | 179.1（9月）  | 157.4（6月） | 179.7（6月） | 148.2（6月）  |
| 降水量 (mm)       | 最少月            | 54.9（12月） | 35.8（12月） | 30.0（12月） | 34.5（12月）  | 26.5（12月） | 32.4（12月） | 36.1（1月）   |
| 降水 日数 （日）  | 最多月            | 13.4（6月）  | 12.1（6月）  | 12.0（6月）  | 11.3（6月）   | 11.2（6月）  | 11.8（6月）  | 11.2（6月）   |
| 降水 日数 （日）  | 最少月            | 7.5（11月）  | 5.6（12月)   | 4.7（12月）  | 4.5（1,12月） | 4.4（12月）  | 4.9（12月）  | 5.3（1,12月） |

| 平年値 （月単位） | 平年値 （月単位） | 阪神         | 阪神         | 淡路島       | 淡路島       |
| 平年値 （月単位） | 平年値 （月単位） | 三田         | 神戸         | 淡路市 郡家  | 洲本         |
| ----------------- | ----------------- | ------------ | ------------ | ------------ | ------------ |
| 平均 気温 (°C)    | 最暖月            | 26.1（8月）  | 28.0（8月）  | 27.1（8月）  | 26.3（8月）  |
| 平均 気温 (°C)    | 最寒月            | 2.3（1月）   | 5.7（1月）   | 5.4（2月）   | 5.0（2月）   |
| 降水量 (mm)       | 最多月            | 190.3（6月） | 189.6（6月） | 163.4（6月） | 224.2（9月） |
| 降水量 (mm)       | 最少月            | 33.2（12月） | 38.9（1月）  | 34.0（12月） | 44.3（12月） |
| 降水 日数 （日）  | 最多月            | 11.6（6月）  | 11.3（6月）  | 12.0（6月）  | 12.3(6月）   |
| 降水 日数 （日）  | 最少月            | 5.8（12月）  | 4.8（12月）  | 5.5（12月）  | 5.2（12月）  |

（出典：気象庁・気象統計情報）

### 行政区画
1. □神戸県民センター
2. ■阪神南県民センター
3. ■阪神北県民局
4. ■東播磨県民局
5. ■北播磨県民局
6. ■中播磨県民センター
7. ■西播磨県民局
8. ■丹波県民局
9. ■但馬県民局
10. ■淡路県民局

兵庫県県民局及び県民センターの管轄区域図。点線は摂津国、丹波国、播磨国、但馬国、淡路国、備前国、美作国の国境（幕末期）。

県内には29市と12町がある。なお、町の読み方は全て「ちょう」である。また、村は1962年に消滅している。
以下は、県が地域ごとに設置している総合出先機関である7の「県民局」と3の「県民センター」ごとに記述している。「県民局」と「県民センター」の違いは、管内に政令市・中核市を擁し県から多くの業務が移譲されている地域は「県民センター」として「県民局」よりも組織がスリム化されている。なお、推計人口は2025年6月1日現在 の統計である。

#### 神戸地域
神戸県民センター管内には、以下の1市（9区）が属しており、管内の推計人口は1,487,990人で、兵庫県の大動脈である。
- 神戸市
  - 東灘区
  - 灘区
  - 兵庫区
  - 長田区
  - 須磨区
  - 垂水区
  - 北区
  - 中央区
  - 西区

#### 阪神南地域
阪神南県民センター管内には、以下の3市が属しており、管内の推計人口は1,027,433人である。
- 尼崎市
- 西宮市
- 芦屋市

#### 阪神北地域
阪神北県民局管内には、以下の4市と1町が属しており、管内の推計人口は694,954人である。
- 伊丹市
- 宝塚市
- 川西市
- 三田市
- 川辺郡猪名川町

#### 東播磨地域
東播磨県民局管内には、以下の3市と2町が属しており、推計人口は707,717人である。
- 明石市
- 加古川市
- 高砂市
- 加古郡稲美町
- 加古郡播磨町

#### 北播磨地域
北播磨県民局管内には、以下の5市と1町が属しており、推計人口は250,211人である。
- 西脇市
- 三木市
- 小野市
- 加西市
- 加東市
- 多可郡多可町

#### 中播磨地域
中播磨県民センター管内には、以下の1市と3町が属しており、推計人口は555,218人である。
- 姫路市
- 神崎郡神河町
- 神崎郡市川町
- 神崎郡福崎町

#### 西播磨地域
西播磨県民局管内には、以下の4市と3町が属しており、推計人口は230,266人である。
- 相生市
- たつの市
- 赤穂市
- 宍粟市
- 揖保郡太子町
- 赤穂郡上郡町
- 佐用郡佐用町

#### 丹波地域
丹波県民局管内には、以下の2市が属しており、推計人口は95,064人である。
- 丹波篠山市
- 丹波市

#### 但馬地域
但馬県民局管内には、以下の3市と2町が属しており、推計人口は144,438人である。
- 豊岡市
- 養父市
- 朝来市
- 美方郡香美町
- 美方郡新温泉町

#### 淡路地域
淡路県民局管内には、以下の3市が属しており、推計人口は119,655人である。
- 洲本市
- 南あわじ市
- 淡路市

### 人口

兵庫県市町村人口増減率分布図（2015年度と2020年度国勢調査から算出）

| |                                        |  |
| 兵庫県と全国の年齢別人口分布（2005年） | 兵庫県の年齢・男女別人口分布（2005年） |  |
| ■紫色 ― 兵庫県 ■緑色 ― 日本全国 | ■青色 ― 男性 ■赤色 ― 女性              |  |
| 兵庫県（に相当する地域）の人口の推移 \| 1970年（昭和45年） \| 4,667,928人 \| \| \| 1975年（昭和50年） \| 4,992,140人 \| \| \| 1980年（昭和55年） \| 5,144,892人 \| \| \| 1985年（昭和60年） \| 5,278,050人 \| \| \| 1990年（平成2年） \| 5,405,040人 \| \| \| 1995年（平成7年） \| 5,401,877人 \| \| \| 2000年（平成12年） \| 5,550,574人 \| \| \| 2005年（平成17年） \| 5,590,601人 \| \| \| 2010年（平成22年） \| 5,588,133人 \| \| \| 2015年（平成27年） \| 5,534,800人 \| \| \| 2020年（令和2年） \| 5,465,002人 \| \| |                                        |  |
| 総務省統計局 国勢調査より |                                        |  |
| 1970年（昭和45年） | 4,667,928人                            |  |
| 1975年（昭和50年） | 4,992,140人                            |  |
| 1980年（昭和55年） | 5,144,892人                            |  |
| 1985年（昭和60年） | 5,278,050人                            |  |
| 1990年（平成2年） | 5,405,040人                            |  |
| 1995年（平成7年） | 5,401,877人                            |  |
| 2000年（平成12年） | 5,550,574人                            |  |
| 2005年（平成17年） | 5,590,601人                            |  |
| 2010年（平成22年） | 5,588,133人                            |  |
| 2015年（平成27年） | 5,534,800人                            |  |
| 2020年（令和2年） | 5,465,002人                            |  |

#### 兵庫県人口動態
2024年現在約534万人となっており1987年(昭和62年)の人口とほぼ同じ水準である。兵庫県の人口変遷を見ると、1953年に350万人、1961年に400万人,1968年に450万人、1975年に500万人突破と戦後から高度経済成長期までは7年毎に50万人ずつ人口が増えていった。1974年のオイルショックが工業中心の阪神地域に与えた影響は大きく産業の転換を余儀なくされ経済の冷え込みにより人口は伸び悩んだ。550万人到達したのは1999年と500万人超えからは24年間を要した。県人口は2009年の560万人をピークに減少している。近年は首都圏への流失に留まらず、人口移動の大きい対大阪府に対しても転出超過が続いており人口減少は加速している。
| 実施年 | 人口（人） | 増減人口（人） | 人口増減率(%) | 国内増減率(%) | 増加率全国順位 |
| ------ | ---------- | -------------- | ------------- | ------------- | -------------- |
| 1960年 | 3,906,487  | -              | -             | -             | -              |
| 1965年 | 4,309,944  | 403,457        | 10.33         | 5.20          | 7位            |
| 1970年 | 4,667,928  | 357,984        | 8.31          | 5.54          | 7位            |
| 1975年 | 4,992,140  | 324,212        | 6.95          | 7.92          | 15位           |
| 1980年 | 5,144,892  | 152,752        | 3.06          | 4.57          | 31位           |
| 1985年 | 5,278,050  | 133,158        | 2.59          | 3.40          | 21位           |
| 1990年 | 5,405,040  | 126,990        | 2.41          | 2.12          | 14位           |
| 1995年 | 5,401,877  | 3,163          | 0.06          | 1.58          | 35位           |
| 2000年 | 5,550,574  | 148,697        | 2.75          | 1.08          | 3位            |
| 2005年 | 5,590,601  | 40,027         | 0.72          | 0.66          | 8位            |
| 2010年 | 5,588,133  | 2,468          | 0.04          | 0.23          | 10位           |
| 2015年 | 5,534,800  | 53,333         | 0.95          | 0.75          | 12位           |
| 2020年 | 5,465,002  | 69,798         | 1.26          | 0.75          | 11位           |

#### 都市
- 兵庫県内市別人口ランキング（2024年（令和6年）時点）
  1. 神戸市（149万人）
  2. 姫路市（51万人）
  3. 西宮市（48万人）
  4. 尼崎市（45万人）
  5. 明石市（30万人）
  6. 加古川市(25万人)
- 兵庫県内市別人口密度ランキング（2024年（令和6年）時点）
  1. 尼崎市（8,950人/km2）
  2. 伊丹市（7,800人/km2）
  3. 明石市（6,200人/km2）
  4. 芦屋市（5,000人/km2）
  5. 西宮市（4,820人/km2）
  6. 播磨町（3,690人/km2）

兵庫県が発表した2020年国勢調査結果の速報値によると、2020年10月1日時点の兵庫県の人口は、546万9184人であった。

### 隣接都道府県
- 大阪府
  - 大阪市（西淀川区・淀川区）
  - 豊中市
  - 池田市
  - 箕面市
  - 豊能郡豊能町
  - 豊能郡能勢町
- 京都府
  - 福知山市
  - 京丹後市
  - 南丹市
  - 船井郡京丹波町
  - 与謝郡与謝野町
- 岡山県
  - 備前市
  - 美作市
  - 英田郡西粟倉村
- 鳥取県
  - 鳥取市国府町
  - 八頭郡若桜町
  - 岩美郡岩美町
- 徳島県（鳴門海峡を挟んで）
  - 鳴門市（大鳴門橋経由）
- 香川県（播磨灘を挟んで）
  - さぬき市
  - 東かがわ市
  - 小豆郡小豆島町
- 和歌山県（紀淡海峡を挟んで）
  - 和歌山市

### 友好・姉妹提携
| 提携先             | 国                 |
| ------------------ | ------------------ |
| ワシントン州       | アメリカ合衆国     |
| ハバロフスク地方   | ロシア連邦         |
| パラナ州           | ブラジル連邦共和国 |
| 西オーストラリア州 | オーストラリア     |
| 広東省             | 中華人民共和国     |
| パラオ共和国       | パラオ共和国       |
| 海南省             | 中華人民共和国     |

## 歴史

### 県域に相当する令制国
第2次府県統合により、摂津国の西部（八部郡・菟原郡・武庫郡・川辺郡・有馬郡）、丹波国の南西部（多紀郡・氷上郡）、但馬国の全域、播磨国の全域、淡路国の全域で構成されるようになった。同時に、畿内（摂津国）、山陰道（丹波国・但馬国）、山陽道（播磨国）、南海道（淡路国）と4つの地方にまたがることにもなった。
その後、岡山県からの越境編入が2回あった。1896年（明治29年）に岡山県吉野郡石井村が兵庫県佐用郡へ転属、吉野郡讃甘村大字中山が佐用郡江川村へ編入となり、美作国の一部を含むようになった。1963年（昭和38年）には岡山県和気郡日生町大字福浦（北部の寺山を除く）が兵庫県赤穂市へ編入となり、備前国の一部を含むようになった。

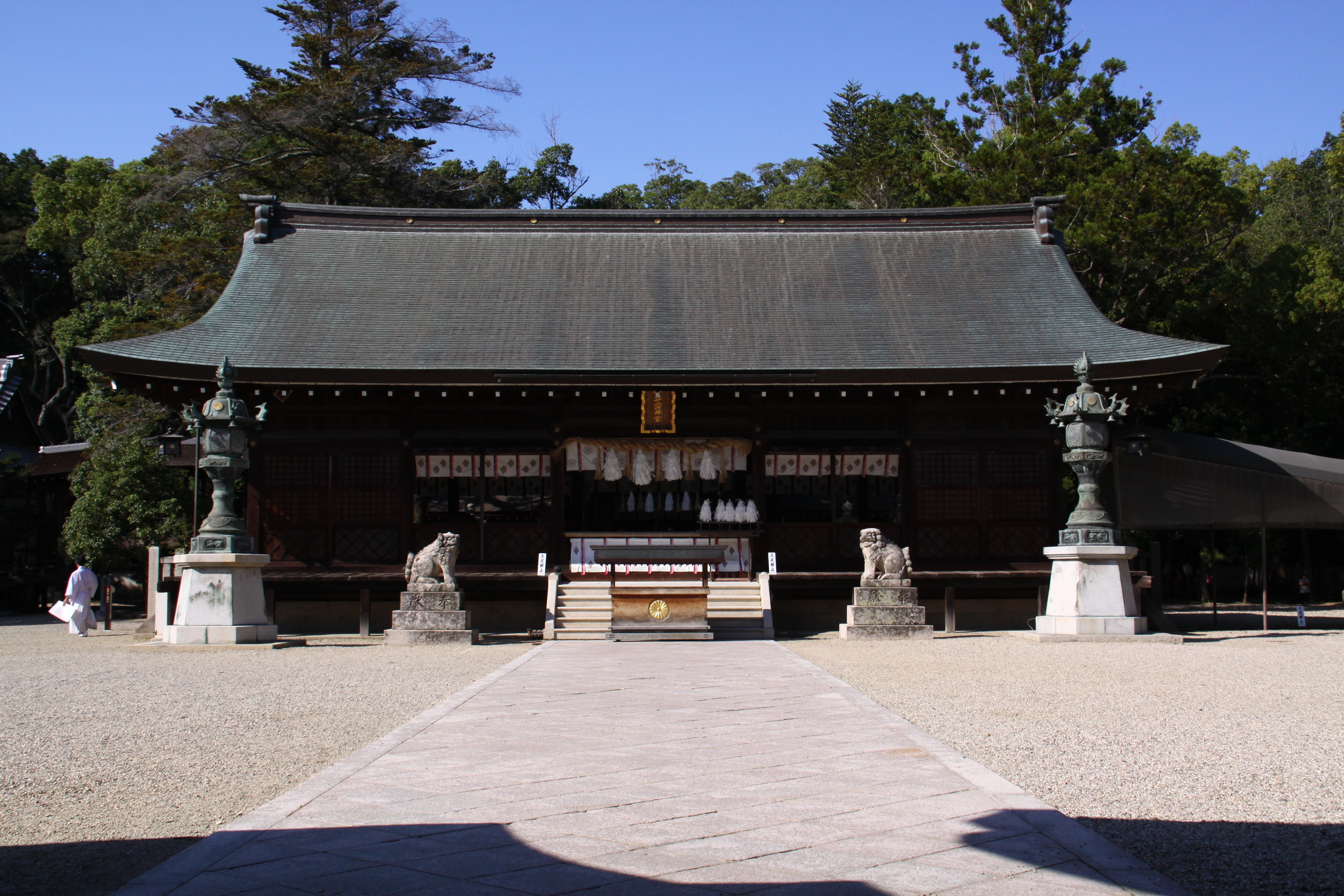
伊弉諾神宮

- 古墳18,351ヵ所は日本第1位、遺跡28,882ヵ所は日本第2位であり、上古より拓けていた地が多いとされる。
- 延喜式大社としては播磨国明石郡の海神社、揖保郡の粒坐天照神社、宍粟郡の伊和坐大名持御魂神社、淡路国津名郡の伊弉諾神宮、三原郡の大和大国魂神社、摂津国武庫郡の廣田神社、伊和志津神社、八部郡の生田神社、長田神社、有馬郡の湯泉神社、丹波国多紀郡の櫛石窓神社などがある。

### 県域の変遷
- 慶応4年/明治元年（1868年）
  - 1月22日（2月15日） - 兵庫鎮台を設置。
  - 2月2日（2月24日） - 兵庫鎮台を兵庫裁判所に改める。谷町代官所が管轄していた摂津国185村（八部郡39村・菟原郡34村・武庫郡10村・川辺郡93村・有馬郡9村）および播磨国209村（美嚢郡28村・印南郡1村・加東郡31村・多可郡61村・加西郡42村・神東郡2村・飾西郡1村・揖西郡1村・宍粟郡42村）の幕府領と、摂津国26村（八部郡8村・菟原郡1村・武庫郡14村・有馬郡3村）および播磨国108村（美嚢郡22村・加東郡24村・加西郡6村・神東郡3村・神西郡11村・揖東郡8村・赤穂郡13村・佐用郡21村）の旗本領を管轄。この時初めて旧摂津国が、現在の大阪府と兵庫県に分割された。
  - 5月23日（7月12日） - 兵庫裁判所を廃止し、兵庫県を設置。
- 明治2年（1869年）
  - 8月2日（9月7日） - 摂津国北部の幕府領・旗本領を管轄した豊崎県を編入。
  - 9月21日（10月25日） - 旧豊崎県のうち摂津国西成郡・東成郡・住吉郡を大阪府に移管。
- 明治4年（1871年）
  - 5月（6月18日 - 7月17日） - 徳島藩の稲田氏知行地である淡路国津名郡43か村浦を編入。
  - 7月14日（8月29日） - 第1次府県統合により摂津国西部の3県が統合され、改めて兵庫県が発足。播磨国10県を統合して姫路県を設置。
  - 11月9日（12月20日） - 姫路県が飾磨県に改称。
  - 11月15日（12月26日） - 淡路国全域を名東県に編入。
- 1876年（明治9年）
  - 8月21日 - 第2次府県統合により兵庫県・飾磨県が統合され、改めて兵庫県が発足。豊岡県より但馬国および丹波国氷上郡・多紀郡を、名東県より淡路国全域を移管される。
- 1896年（明治29年）
  - 4月1日 - 岡山県吉野郡石井村が兵庫県佐用郡へ転属。岡山県吉野郡讃甘村大字中山を兵庫県佐用郡江川村へ編入。
- 1963年（昭和38年）
  - 9月1日 - 岡山県和気郡日生町大字福浦の一部を兵庫県赤穂市へ編入。現在の県域が確定。

### 年表

#### 古代～近世
- 紀元前4～3世紀 - 淡路島で発掘された松帆銅鐸は最古級の荒神谷銅鐸と同類と考えられる。
- 1世紀ごろ - 弥生時代後期としては国内最大規模の鉄器製造群落である五斗内垣内遺跡が築かれる。
- 3世紀後半 - 西求女塚古墳が築かれる。
- 4世紀 - 東求女塚古墳、処女塚古墳が築かれる。
- 4世紀末〜5世紀初頭 - 五色塚古墳、小壷古墳、宮山古墳、壇場山古墳が築かれる。
- 欽明天皇13年（552年?） - 百済聖王（聖明王）の太子である恵（僧名：童男行者）により明要寺（丹生寺）が創建される。
- 崇峻天皇2年（589年?） - 聖徳太子により刀田山四天王寺聖霊院（鶴林寺）が創建される。
- 推古天皇11年（603年） - 7月6日、当麻皇子の妃である舎人皇女が死去、赤石桧笠岡（吉田王塚古墳）に葬られる。
- 舒明天皇3年（631年） - 9月19日、舒明天皇が有間温泉（有馬温泉）にて入湯する。
- 皇極天皇4年/大化元年（645年） - 孝徳天皇の勅願により伽耶院、如意寺、忉利天上寺（大化2年（646年））、一乗寺（大化6年/白雉元年（650年））が創建される。
- 白雉2年（651年） - 法道仙人により朝光寺と石峯寺開創。
- 弘仁3年（716年） - 元正天皇の勅願により太山寺が創建される。
- 延暦24年（805年） - 伝教大師・最澄により日本最初の密教教化霊場である能福護国密寺（能福寺）が創建される。
- 霊亀2年（812年） - 大輪田泊が修築される。
- 天長10年（833年） - 淳和天皇の勅願寺として鷲林寺が空海によって開創される。
- 仁和2年（886年） - 光孝天皇の勅願により須磨寺が創建される。
- 延喜14年（914年） - 三善清行による大輪田泊修築。
- 康保3年（966年） - 性空上人により圓教寺開創。
- 承安4年（1174年） - 平清盛が大輪田泊に経が島（経ヶ島）を築く。
- 治承4年（1180年） - 平清盛による福原京の造営。
- 治承8年/寿永3年（1184年） - 一ノ谷の戦い。
- 建久7年（1196年） - 重源の奏上による大輪田泊修築。
- 建久9年（1198年） - 重源により浄土寺が創建される。
- 1300年代半ばから1310年代半ば - 文観房殊音（弘真）により東播磨地方の開拓事業が行われる[16]。
- 元弘3年/正慶2年（1333年） - 鎌倉幕府滅亡。播磨の赤松円心、後醍醐天皇に味方する。
- 延元元年/建武3年（1336年） - 湊川の戦いで楠木正成討死。
- 興国5年/康永3年（1344年） - 足利尊氏により福海寺開創。
- 興国7年/貞和2年（1346年） - 赤松貞範が姫路城を築城。
- 嘉吉元年（1441年） - 嘉吉の乱で赤松満祐滅亡。
- 寛正7年/文正元年（1466年） - 但馬に本拠を持つ山名宗全（山名持豊）が細川氏と争う（応仁の乱）。
- 天正7年（1579年）
  - 明智光秀に最後まで抵抗した波多野氏・赤井氏が滅ぼされる。
  - 荒木村重の有岡城が落城。
- 天正8年（1580年） - 羽柴秀吉（豊臣秀吉）に攻められて三木城落城、別所長治滅亡。
- 天正17年（1589年） - 豊臣秀吉が花隈城を築城。
- 慶長14年（1609年） - 池田輝政が姫路城を改修。
- 元禄14年（1701年） - 赤穂藩主浅野長矩が江戸城中で吉良義央を斬りつけて切腹改易。翌年、赤穂浪士討入（赤穂事件）。

#### 幕末～太平洋戦争終戦

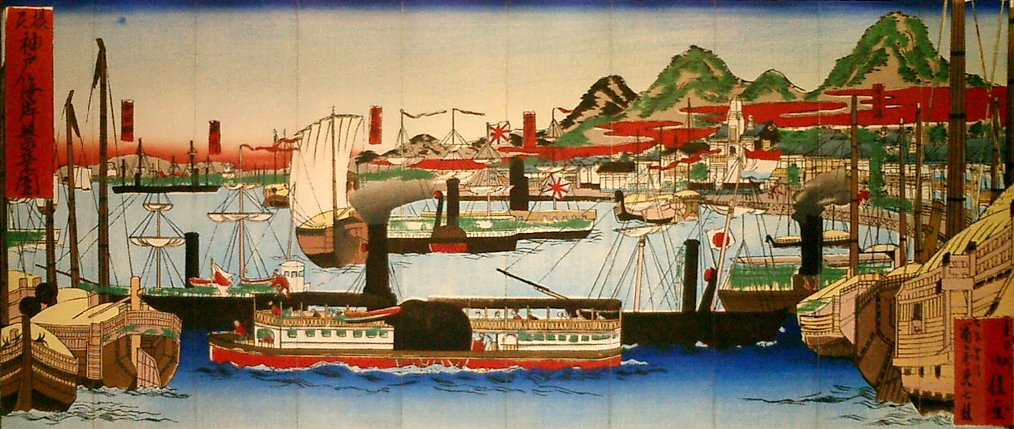
摂州神戸海岸繁栄図

- 慶応3年12月7日（1868年1月1日） - 兵庫の名のもとに神戸港開港。
- 慶応4年5月23日（1868年7月12日） - 兵庫県を設置。初代知事に伊藤博文が任命される。
- 明治3年（1870年） - 庚午事変。
- 1874年（明治7年） - 神戸-大阪間に鉄道（現・東海道本線）が開通。神戸外国人居留地にガス灯が灯る。
- 1876年（明治9年） - 飾磨県（播磨）、豊岡県（但馬・丹波）、名東県（淡路）を併合。ほぼ現在の範囲になる。当時の人口（約135万人）は、東京府・大阪府をしのいでいた。
- 1886年（明治19年） - 明治天皇の御用邸が神戸港の弁天浜（現・神戸ハーバーランド）に設けられる。
- 1888年（明治21年） - 山陽鉄道開業。（1890年（明治23年）までに現・山陽本線の兵庫県内の区間が開通）
- 1889年（明治22年） - 神戸市、姫路市誕生。
- 1894年（明治27年） - 播但鉄道（現・播但線）開業（山陽鉄道へ合併後1906年（明治39年）全通）。
- 1897年（明治30年） - 姫路に陸軍第10師団設置（1919年（大正8年）まで）。
- 1899年（明治32年） - 台風接近に伴う暴風雨により姫路市や赤穂郡を中心に死者92人、家屋の全半壊約2000戸の被害。赤穂の塩田地帯では塩の生産ができなくなり雇用問題が深刻化した[17]。
- 1903年（明治36年） - 日本初のゴルフ場が六甲山に開場。
- 1905年（明治38年） - 阪神電気鉄道が神戸（三宮）〜大阪（出入橋）で開業。阪神間モダニズムの時代（1940年（昭和15年）まで）。
- 1910年（明治43年） - 箕面有馬電気軌道が開業（宝塚〜梅田間、現・阪急電鉄宝塚本線）。兵庫電気軌道が開業（合併などを経て現・山陽電気鉄道）。
- 1913年（大正2年） - 宝塚唱歌隊（現・宝塚音楽学校）を組織。
- 1914年（大正3年） - 宝塚少女歌劇団（現・宝塚歌劇団）初公演。神戸市須磨に武庫離宮（現・須磨離宮公園）が設けられる。
- 1916年（大正5年） - 尼崎市誕生。
- 1919年（大正8年） - 明石市誕生。
- 1920年（大正9年） - 阪神急行電鉄（現・阪急電鉄）神戸本線、伊丹線開業
- 1924年（大正13年） - 阪神甲子園球場竣工。阪神急行電鉄（現・阪急電鉄）甲陽線開業。フランク・ロイド・ライトが設計した山邑邸（旧山邑家住宅）が竣工。
- 1925年（大正14年） - 西宮が市制施行。
- 1927年（昭和2年） - 阪神国道が開通。
- 1928年（昭和3年） - 神戸有馬電気鉄道開業（合併を経て現・神戸電鉄）。
- 1932年（昭和7年） - C・H・アリソン設計の広野ゴルフ倶楽部が開場
- 1935年（昭和10年） - 集中豪雨が頻発。6月29日、7月5日、8月10日、8月29日には六甲山系の芦屋川などが氾濫[18]。
- 1937年（昭和12年） - 日本陸軍の加古川飛行場（三角飛行場）開設。
- 1940年（昭和15年） - 洲本、芦屋、伊丹が市制施行。
- 1942年（昭和17年） - 相生が市制施行。
- 1942年（昭和17年） - 都市部より味噌と醤油の配給制度が始まる。当初は神戸市、尼崎市、伊丹市、西宮市、芦屋市、飾磨市、明石市、姫路市の8市[19]。
- 1943年（昭和18年） - 日本陸軍の三木（相野）飛行場建設。
- 1944年（昭和19年） - 日本海軍の鶉野飛行場完成。
- 1945年（昭和20年） - 太平洋戦争下で尼崎、神戸、姫路、西宮などが米軍機の空襲を受ける。

#### 太平洋戦争以後

##### 岸田県政
- 1945年（昭和20年）- 枕崎台風接近により高潮の被害。鳴尾村で浸水家屋4474戸（うち床上約3500戸）、西宮市で浸水家屋約900戸（うち床上約500戸）など[20]。
- 1949年（昭和24年） - 神戸大学が発足。
- 1950年（昭和25年） - 加古川、豊岡が市制施行。神戸市東灘区誕生。
- 1951年（昭和26年） - 龍野、赤穂が市制施行。
- 1952年（昭和27年） - 西脇市誕生。
- 1953年（昭和28年） - 西宮・宝塚、尼崎、伊丹、姫路、加古川学区で総合選抜実施。
- 1954年（昭和29年） - 高砂、小野、三木、宝塚、川西が市制施行。

##### 阪本県政
- 1956年（昭和31年） - 第11回国民体育大会開催。
- 1958年（昭和33年） - 三田市誕生。
- 1960年（昭和35年） - 伊丹、加古川学区で総合選抜廃止。
- 1962年（昭和37年） - 阿閇（）村が町制施行で播磨町となり、全国初の村のない県となる。

##### 金井県政
- 1966年（昭和41年） - 姫路学区で総合選抜廃止。
- 1966年（昭和41年） - ポートアイランド着工。
- 1967年（昭和42年） - 加西市誕生。

##### 坂井県政
- 1971年（昭和46年） - 伊丹学区（伊丹市、川西市、猪名川町）で総合選抜再実施。
- 1975年（昭和50年） - 明石加印学区の一部である明石市単独で総合選抜実施。
- 1981年（昭和56年） - ポートアイランド完成。神戸ポートアイランド博覧会開催。
- 1985年（昭和60年） - 大鳴門橋開通。第3回全国都市緑化フェア（コウベグリーンエキスポ'85）開催。ユニバーシアード神戸大会開催。
- 1986年（昭和61年） - 明石海峡大橋起工。

##### 貝原県政
- 1988年（昭和63年） - 全国高等学校総合体育大会（63総体）開催。
- 1991年（平成3年） - 芦屋市で全国初の女性市長誕生。
- 1993年（平成5年） - 姫路城がユネスコ・世界遺産に登録。
- 1994年（平成6年） - 但馬飛行場開設。大阪空港（伊丹空港）への定期便の運航開始。
- 1995年（平成7年） - 阪神・淡路大震災（兵庫県南部地震）が発生。神戸市、淡路島、阪神地域を中心に大きな被害を受けた。
- 1998年（平成10年） - 明石海峡大橋開通。
- 1999年（平成11年） - 篠山が市制施行。
- 2000年（平成12年） - 淡路島で国際園芸・造園博「ジャパンフローラ2000」（淡路花博）開催。

##### 井戸県政
- 2002年（平成14年） - 人と防災未来センター（神戸市）、兵庫県立美術館（神戸市）開設。
- 2003年（平成15年） - 兵庫県災害医療センター（神戸市）開設。
- 2004年（平成16年） - 丹波市、養父市誕生。
- 2005年（平成17年） - 南あわじ市、朝来市、淡路市、宍粟市、たつの市、多可郡多可町、神崎郡神河町、美方郡香美町・新温泉町誕生。その他、町・市への編入。
- 2005年（平成17年） - 阪神・淡路大震災10年。
- 2005年（平成17年） - JR福知山線脱線事故（乗客106名犠牲）。
- 2005年（平成17年） - 兵庫県立芸術文化センター（西宮市）開設。
- 2006年（平成18年） - 神戸空港（マリンエア）開港。加東市誕生。その他、町の市への編入。のじぎく兵庫国体開催。
- 2007年（平成19年） - 兵庫県立考古博物館（播磨町）開館。
- 2008年（平成20年） - 明石、尼崎学区で総合選抜廃止。
- 2009年（平成21年） - 伊丹、西宮学区で総合選抜廃止。
- 2009年（平成21年） - 阪神なんば線開業。
- 2009年（平成21年） - 兵庫県立加古川医療センター（加古川市）開設。
- 2010年（平成22年） - 宝塚学区で総合選抜廃止。
- 2010年（平成22年） - 山陰海岸が世界ジオパークに認定。
- 2011年（平成23年） - 兵庫県立ものづくり大学校（姫路市）開校。
- 2012年（平成24年） - 横尾忠則現代美術館（神戸市）開館。
- 2014年（平成26年） - 10県民局を7県民局と3県民センターに再編。
- 2018年（平成30年） - 西日本豪雨発生。県政150周年記念式典挙行。
- 2019年（平成31年） - 兵庫県に縁・関心がある人を登録する「ひょうごe-県民制度」開始[21]。
- 2019年（平成31年） - 2018年度決算で震災後初の「収支均衡」を達成。
- 2019年　(令和元年)　-篠山市が改元を機に丹波篠山市に改名
- 2021年（令和3年） - 芸術文化観光専門職大学（豊岡市）開校。
- 2021年（令和3年） - 公益財団法人阪神・淡路大震災復興基金（神戸市）解散。

##### 斎藤県政
- 2022年（令和4年）3月21日 - 東京都千代田区有楽町の「兵庫わくわく館」閉店[22]。
- 2024年（令和6年）3月12日 - 兵庫県庁内部告発文書問題発生
- 2024年（令和6年）3月25日 - 片山安孝副知事と人事課長が西播磨県民局を訪ねて内部告発者の局長の公用パソコンを押収
- 2024年（令和6年）3月27日 - 兵庫県は退職予定者に懲戒処分相当の不適切行為が確認されたため、3月31日付の人事異動を一部取りやめたと発表
- 2024年（令和6年）6月13日 - 兵庫県議会で百条委員会開催決定（51年ぶり）
- 2024年（令和6年）7月7日 - 内部告発者の元西播磨県民局長が姫路市内で死亡

"兵庫県の歴史ギャラリー"
- 鶴林寺太子堂（国宝）
- 太山寺本堂（国宝）
- 宝塚少女歌劇団初公演『ドンブラコ』（1914年4月1日）
- 阪神甲子園球場
- 明石海峡大橋

## 政治

### 県政

#### 財政

##### 平成19年度
- 財政力指数 0.59
  - Iグループ（財政力指数0.5以上、1.0未満）17自治体中9位

##### 平成18年度
- 財政力指数 0.53
  - Iグループ（財政力指数0.5以上、1.0未満）16自治体中14位
- 標準財政規模　9461億円
- 一般会計歳入　2兆0397億円
- 一般会計歳出　2兆0358億円
- 人口1人当たり人件費・物件費等決算額 11万5275円（都道府県平均 12万4759円）
- 人口100.000人当たり職員数 1,044.75人（都道府県平均 1,173.11人）
  - 2000年（平成12年）から2007年（平成19年）に一般行政部門で1,134人（12.0%）の削減を実施。2008年（平成20年）から2018年（平成30年）に向けて一般行政部門などでは約30%の削減を行う。
- ラスパイレス指数 100.9（都道府県平均 99.6）
- 実質公債費比率 19.6%（3カ年平均、都道府県平均 14.7） ※起債に許可が必要になる18%を超えている。
- 人口1人当たり地方債現在高 65万9471円（都道府県平均 62万2416円）

地方債の残高
- 普通会計分の地方債現在高 3兆6801億円
- 上記以外の特別会計分の地方債現在高 4306億円
  - 地域整備事業会計分 1172億円、流域下水道会計分 1240億円、など。他に第三セクターなど（51法人）への債務保証残高などがある。
  - 主な債務保証：兵庫みどり公社 187億円、兵庫産業活性化センター 143億円、兵庫住宅供給公社 203億円、兵庫道路公社 161億円

##### 平成17年度
- 財政力指数：0.49
  - IIグループ（財政力指数0.4以上、0.5未満）8自治体中1位

##### 平成16年度
- 財政力指数：0.47
  - IIグループ（財政力指数0.4以上、0.5未満）10自治体中4位

#### U5Hプロジェクト
U5Hプロジェクトとは、兵庫に関わりを持つ個人、一人一人が自身の兵庫における『ふるさと』について再発見していくために立ち上げられた兵庫県公式のプロジェクトである。冒頭の『U5H』とは『United 5koku of Hyogo』の略称である。5koku（五国）については以下に詳細に記す。
- かつて日宋貿易の拠点として、明治維新後は日本を代表する港として発展した摂津国（神戸・阪神）。
- 日本海の良港であり江戸時代には北前船の「風待ち／潮待ち」港としても栄えた、但馬国。
- 兵庫県、どころか、日本のはじまりの地として「古事記」冒頭に描かれる、淡路国。
- 日本随一の古墳数を誇る兵庫県のなかでも、旧石器時代からの遺跡も多く残る、播磨国。
- 大規模古墳、旧石器時代遺跡、さらには1億年遡る白亜紀の丹波竜まで発見された、丹波国。

### 国政
衆議院の小選挙区が12。参議院では、全県で1区を構成。

## 経済
兵庫県の指定金融機関は三井住友銀行（旧・神戸銀行→太陽神戸銀行→さくら銀行）である。また神戸・阪神・播磨地区の主な市も三井住友銀行を指定金融機関としている。一方、但馬県民局管内の全市町は但馬銀行を、淡路県民局管内の3市中2市は淡路信用金庫を、播磨地区の小規模な市町はみなと銀行を指定金融機関としている。

### 兵庫県に本社を置く企業
- アシックス（神戸市）
- イカリソース（西宮市）
- 石原ケミカル（神戸市）
- 伊丹産業（伊丹市）
- 伊藤ハム（西宮市）
- イトメン（たつの市）
- SRIスポーツ（神戸市）
- エスフーズ（西宮市）
- エルアンドジー（加古川市）
- オイシス（神戸市）
- 大阪チタニウムテクノロジーズ（尼崎市）
- 大関（西宮市）
- 大月真珠（神戸市）
- オフテクス（神戸市）
- オリバーソース（神戸市）
- カネテツデリカフーズ（神戸市）
- 上組（神戸市）
- 加美乃素本舗（神戸市）
- 川崎重工業（神戸市）
- 川西倉庫（神戸市）
- カワムラサイクル（神戸市）
- 関西住宅販売（姫路市）
- 菊正宗酒造（神戸市）
- キクヤ図書販売（神戸市）
- キムラタン（神戸市）
- 共進牧場（神戸市）
- 極東開発工業（西宮市）
- キンキサイン（姫路市）
- キング醸造（稲美町）
- グローリー（姫路市）
- ケーニヒスクローネ（神戸市）
- ケンコーマヨネーズ（神戸市）
- ケンミン食品(神戸市）
- 好日山荘（神戸市）
- 神戸新聞社（神戸市）
- 神戸製鋼所（神戸市）
- 神戸電鉄（神戸市）
- 神戸風月堂（神戸市）
- 神戸物産（加古川市）
- 御座候（姫路市）
- 小西酒造（伊丹市）
- 沢の鶴（神戸市）
- サンテレビジョン（神戸市）
- 山陽電気鉄道（神戸市）
- 山陽特殊製鋼（姫路市）
- 山陽百貨店（姫路市）
- JFEアドバンテック（西宮市）
- シスメックス（神戸市）
- シャルレ（神戸市）
- ショーワグローブ（姫路市）
- 神栄（神戸市）
- 神姫バス（姫路市）
- JCRファーマ（芦屋市）
- 神明ホールディングス（神戸市）
- 新明和工業（宝塚市）
- スウィフト・エックスアイ株式会社（神戸市）
- 住友ゴム工業（神戸市）
- 生活協同組合コープこうべ（神戸市）
- セイバン（たつの市）
- ダイイチ（小野市）
- 多木化学（加古川市）
- タクマ（尼崎市）
- 但馬屋食品（伊丹市）
- TASAKI（神戸市）
- 辰馬本家酒造（白鹿・西宮市）
- WDBホールディングス（姫路市）
- TUNE GUITAR MANIAC（尼崎市）
- 帝国電機製作所（たつの市）
- デイリースポーツ（神戸市）
- DXアンテナ（神戸市）
- デービー精工（姫路市）
- デンソーテン（神戸市）
- TOA（神戸市）
- デット・ノルスケ・ベリタス日本（神戸市）
- トーカロ（神戸市）
- 常盤薬品工業（神戸市）
- ドンク（神戸市）
- トーホー（神戸市）
- TOYO TIRE（伊丹市）
- トーラク（神戸市）
- 東リ（伊丹市）
- トレーディア（神戸市）
- 内外ゴム（明石市）
- 西松屋（姫路市）
- ニチリン（神戸市）
- 日工（明石市）
- 日本イーライリリー（神戸市）
- 日本盛（西宮市）
- 日本ジャイアントタイヤ（たつの市）
- 日本電子材料（尼崎市）
- 日本山村硝子（尼崎市）
- 日本丸天醤油（たつの市）
- ネスレ日本（神戸市）
- ノエビア（神戸市）
- ノザワ（神戸市）
- 能勢電鉄（川西市）
- ノーリツ（神戸市）
- ハイレックスコーポレーション（宝塚市）
- ハウジングタイホー（姫路市）
- ハウスウェルネスフーズ（伊丹市）
- 白鶴酒造（神戸市）
- ハマダコンフェクト（加古川市）
- ハヤブサ（三木市）
- 播磨屋本店（朝来市）
- 阪神バス（尼崎市）
- バンドー化学（神戸市）
- ビオフェルミン製薬（神戸市）
- ヒガシマル醤油（たつの市）
- 兵庫エフエム放送（Kiss FM KOBE・神戸市）
- 兵庫県手延素麺協同組合（たつの市）
- 日和山観光（かに道楽の親会社・豊岡市）
- ヒラキ（神戸市）
- ファミリア（神戸市）
- フェリシモ（神戸市）
- 福井建設（養父市）
- 富久娘酒造（神戸市）
- フジッコ（神戸市）
- フジプレアム（姫路市）
- プロクター・アンド・ギャンブル・ジャパン （P&G）（神戸市）
- ブンセン（たつの市）
- 平安（神戸市）
- 北星社（豊岡市）
- ポケット（三田市）
- 本家かまどや（神戸市）
- 増田製粉所（神戸市）
- まねき食品（姫路市）
- 丸尾カルシウム（明石市）
- マルヤナギ小倉屋柳本（神戸市）
- 三ツ星ベルト（神戸市）
- MORESCO（神戸市）
- モロゾフ（神戸市）
- ヤマサ蒲鉾（姫路市）
- ヤマト住建（神戸市）
- ヤマトヤシキ（姫路市）
- 大和製衡（明石市）
- UCC上島珈琲（神戸市）
- ユーハイム（神戸市）
- 吉永建設（川西市）
- ラジオ関西（神戸市）
- 寄神建設（神戸市）
- ロック・フィールド（神戸市）
- 六甲バター（QBB、神戸市）
- ワールド（神戸市）
- 和田興産（神戸市）

### 県内に工場を置く主な企業
- アイリスオーヤマ（三田市）
- アサヒ飲料（明石市）
- アサヒ軽金属工業（加西市）
- 朝日新聞社（西宮市）
- アース製薬（赤穂市）
- IHI（相生市）
- ウシオ電機（姫路市、高砂市）
- AGC（尼崎市、高砂市）
- エースコック（たつの市、加東市）
- 江崎グリコ（神戸市西区、三木市）
- 春日井製菓（相生市）
- カネカ（高砂市）
- 川崎重工業（神戸市兵庫区、西区、明石市）
- 黄桜（丹波篠山市）
- キッコーマン（高砂市）
- キャタピラージャパン（明石市）
- キユーピー（神戸市、伊丹市）
- キリンビール（神戸市北区）
- 神戸製鋼所（神戸市、加古川市、高砂市）
- 神戸屋（稲美町）
- サントリー（高砂市）
- 敷島製パン（神戸市）
- 扇雀飴本舗（姫路市）
- 積水化学工業（尼崎市）
- ダイセル（尼崎市、姫路市、たつの市）
- 宝酒造（神戸市）
- タキロンシーアイ（たつの市、姫路市）
- ダントーホールディングス（南あわじ市）
- 椿本チエイン（加西市）
- 東芝（姫路市、太子町）
- 東洋合成工業（淡路市）
- 東洋水産（神戸市）
- 凸版印刷（福崎町）
- ナブテスコ（神戸市）
- ナリス化粧品（三木市）
- ニッカウヰスキー（西宮市）
- 日本毛織（加古川市）
- 日本製鉄（尼崎市、姫路市）
- 日本ハム（小野市、加古川市）
- パナソニック（尼崎市、加東市、加西市、姫路市、神戸市西区、洲本市）
- フジパン（神戸市）
- 森永製菓（尼崎市）
- 三菱重工業（高砂市、神戸市兵庫区）
- 三菱製紙（高砂市）
- 三菱電機（尼崎市、三田市、神戸市兵庫区、伊丹市、姫路市、赤穂市）
- 富士通（明石市）
- 藤本食品（小野市）
- マンダム（福崎町）
- 明星食品（神戸市）
- モリタ（三田市）
- 山崎製パン（神戸市）
- 山本光学（淡路市）
- ヤンマー（尼崎市）
- ユニチカ（赤穂市）
- 読売新聞大阪本社（神戸市）
- ライオン（明石市）
- リンテック（たつの市）
- ロッテ（神戸市）

## 生活・交通

### 交通

#### 空港
- 大阪国際空港（伊丹空港、大阪空港）[注釈 5]
- 神戸空港（マリンエア・神戸市管理）
- 但馬飛行場（コウノトリ但馬空港・兵庫県管理）

#### 鉄道
- 県内の連絡
  - 西日本旅客鉄道（JR西日本）    - 加古川線
    - 播但線

  - 北条鉄道    - 北条線

  - 阪急電鉄    - 今津線、伊丹線、甲陽線、神戸高速線

  - 阪神電気鉄道    - 武庫川線、神戸高速線

  - 山陽電気鉄道    - 本線、網干線

  - 神戸電鉄    - 有馬線、三田線、粟生線、公園都市線、神戸高速線

  - 能勢電鉄    - 日生線、妙見の森ケーブル（2023年12月4日廃止）

  - 神戸新交通    - ポートアイランド線、六甲アイランド線

  - 神戸市営地下鉄    - 西神・山手線、北神線、海岸線

  - こうべ未来都市機構    - 摩耶ケーブル線

  - 神戸六甲鉄道    - 六甲ケーブル線
- 近隣府県との連絡
  - 西日本旅客鉄道    - 福知山線、JR東西線、赤穂線、姫新線

  - WILLER TRAINS（京都丹後鉄道）    - 宮津線

  - 智頭急行    - 智頭線

  - 阪急電鉄    - 神戸本線、宝塚本線

  - 阪神電気鉄道    - 本線、阪神なんば線

  - 能勢電鉄    - 妙見線

  - 大阪モノレール    - 本線[注釈 6]
- 広域的連絡
  - 西日本旅客鉄道    - 山陽新幹線、東海道本線・山陽本線（JR神戸線）、山陰本線

#### 道路
- 有料道路  - 高速自動車国道
    - 名神高速道路
    - 中国自動車道
    - 山陽自動車道
    - 舞鶴若狭自動車道
    - 播磨自動車道
    - 新名神高速道路

  - 自動車専用道路
    - 神戸淡路鳴門自動車道
    - 西神自動車道
    - 北近畿豊岡自動車道（一部）
    - 播但連絡道路
    - 阪神高速道路
    - 第二神明道路

  - その他の有料道路
    - 六甲北有料道路
    - 六甲山トンネル
    - 山麓バイパス
    - 新神戸トンネル有料道路（2012年に阪神高速へ移管）
    - 西宮北道路
    - 遠阪トンネル有料道路
    - 芦有ドライブウェイ
- 無料道路
  - 山陰近畿自動車道（鳥取豊岡宮津自動車道）
- 国道
  - 国道2号
  - 国道9号
  - 国道28号
  - 国道29号
  - 国道43号
  - 国道171号
  - 国道173号
  - 国道174号
  - 国道175号
  - 国道176号
  - 国道178号
  - 国道179号
  - 国道250号
  - 国道312号
  - 国道372号
  - 国道373号
  - 国道426号
  - 国道427号
  - 国道428号
  - 国道429号
  - 国道436号
  - 国道477号
  - 国道482号
  - 国道483号
- 県道
  - 兵庫県の県道一覧
- その他
  - 山手幹線

#### バス
神戸市および阪神間、播磨、但馬、淡路島で概ね事業者は分かれるが、神戸市は明石海峡大橋の開業で淡路島や四国への高速バスが発達し、また鉄道だけではカバーしきれない地域などに多くの路線が伸びる。都市型の阪神間に対し、但馬などでは過疎路線も少なくない。公営事業者も少なくなかったが、姫路市営バス、明石市交通部、尼崎市交通局が撤退して民間委譲されている。主な事業者は下記。
- 阪神間・神戸市・明石市
  - 神戸市交通局
  - 阪急バス（本社は大阪府）
  - 阪神バス
  - みなと観光バス (神戸市)
  - 神姫バス
  - 山陽バス
  - 伊丹市交通局
  - 西日本ジェイアールバス（高速バスのみ、本社は大阪府）
- 播磨地方
  - 神姫バス
- 但馬地方
  - 全但バス
- 淡路島
  - 淡路交通
  - 本四海峡バス
  - みなと観光バス (南あわじ市)
- 四国方面
  - 本四海峡バス
  - 西日本ジェイアールバス
  - 神姫バス
  - 山陽バス
  - ジェイアール四国バス
  - 徳島バス
  - 伊予鉄バス
  - とさでん交通
  - 大川バス
  - 四国高速バス
  - 高松エクスプレス

#### 港湾

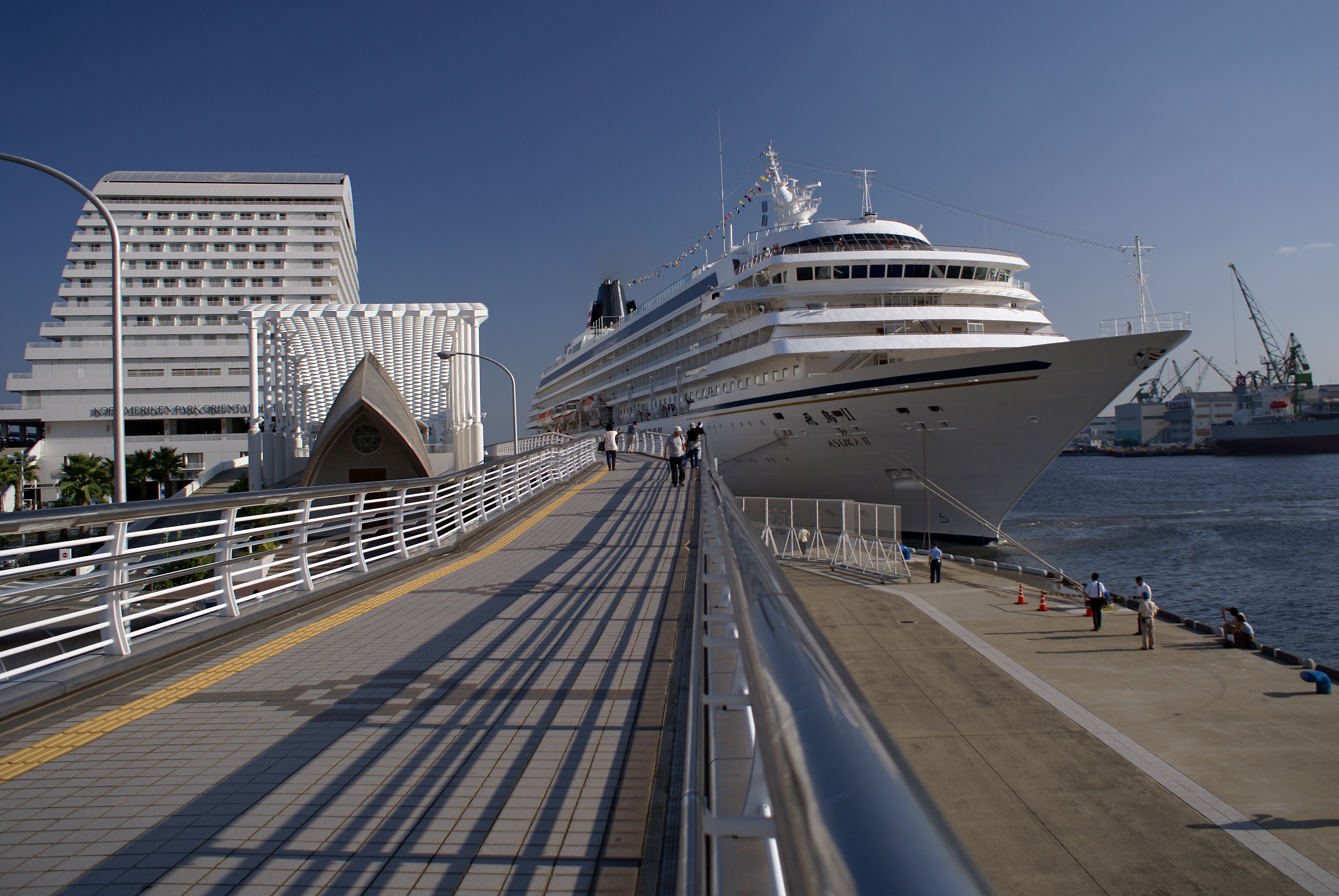
神戸港中突堤

- 中枢国際港湾
  - 神戸港（神戸市）
- 特定重要港湾
  - 神戸港（神戸市）
  - 姫路港（姫路市）
- 重要港湾
  - 尼崎西宮芦屋港（尼崎市・西宮市・芦屋市）
  - 東播磨港（明石市・播磨町・加古川市・高砂市）
- その他の港湾
  - 兵庫港・長田港・垂水港（神戸市）
  - 明石港・江井ヶ島港・二見港（明石市）
  - 相生港（相生市）
  - 赤穂港（赤穂市）
  - 浜坂港（新温泉町）
  - 香住港（香美町）
  - 津居山港（豊岡市）
  - 岩屋港・津名港・洲本港・由良港（洲本市）
  - 福良港
  - 室津港
  - 坂越港
  - 富島港
  - 沼島港

#### 航路
かつては淡路島や四国への連絡航路が多数発着していたが、明石海峡大橋の開通でその多くが役目を終えた。しかし長距離の国内外へ向かうフェリーなどが今も神戸港を発着する。下記航路のうち特記なきものはフェリー。
- 国内近距離航路
  - 神戸空港 - 関西国際空港（神戸-関空ベイ・シャトル、高速船）
  - 明石港 - 淡路島（岩屋港）（淡路ジェノバライン、高速船）
  - 姫路港 - 家島諸島（高速いえしまなど、旅客船）
  - 姫路港 - 小豆島（福田港）（小豆島フェリー）
- 国内中長距離航路
  - 神戸港 - 高松港（ジャンボフェリー、一部小豆島坂手港寄港）
  - 神戸港 - 宮崎港 (宮崎カーフェリー)
  - 神戸港 - 新門司港（阪九フェリー）
  - 神戸港 - 大分港（フェリーさんふらわあ）
  - 神戸港・大阪南港 - 奄美大島・徳之島・沖永良部島・与論島・那覇港（マルエーフェリー）
- 国際航路
  - 神戸港 - 上海（中日国際輪渡）
  - 神戸港 - 天津（チャイナエクスプレスライン）

### 警察
- 兵庫県警察

### 医療・福祉
- 災害拠点病院
  - 兵庫県災害拠点病院
- 保育所
  - 兵庫県保育所一覧

### 教育
- 兵庫県は、昔から教育に関して他自治体と異なる特色を持っている。
- 校長の監督を受け、円滑な学校運営の推進、教員などの資質及び能力の向上を司る「主幹教諭」の職階を設置している。
- 県内の小中学生に、提示すると県内の対象施設が無料になる「ひょうごっ子ココロンカード」を配布している。
- 自然学校（林間・臨海学校）を県が小学校5年生を対象に推進している。補助金を市町に交付して6日間実施している。（2010年度からは5日間）
- トライやる・ウィークを中学生対象に職業体験を1週間行う。他県と比べても長期である。
- 公立高校の入試方法が他教育委員会と異なっているために「兵庫方式」と呼ばれている。

#### 大学
- 国立大学
  - 神戸大学
  - 兵庫教育大学
- 公立大学
  - 兵庫県立大学
  - 神戸市外国語大学
  - 神戸市看護大学
  - 天津中医薬大学日本校
- 公立専門職大学
  - 芸術文化観光専門職大学
- 私立大学
  - 芦屋大学
  - 大阪青山大学
  - 大手前大学
  - 関西看護医療大学
  - 関西国際大学
  - 関西福祉大学
  - 関西学院大学
  - 吉備国際大学
  - 甲子園大学
  - 甲南大学
  - 神戸医療福祉大学
  - 神戸学院大学
  - 神戸芸術工科大学
  - 神戸国際大学
  - 神戸松蔭大学
  - 神戸情報大学院大学
  - 神戸親和大学[注釈 7]
  - 神戸常盤大学
  - 神戸薬科大学
  - 神戸山手大学
  - 園田学園大学
  - 宝塚大学
  - 姫路大学
  - 姫路獨協大学
  - 兵庫医科大学
  - 兵庫大学
  - 流通科学大学
- 女子大学・短期大学
  - 神戸女学院大学
  - 甲南女子大学
  - 神戸女子大学
  - 武庫川女子大学 (共学予定)
  - 神戸海星女子学院大学 (廃学予定)
  - 関西学院短期大学
  - 大阪芸術大学短期大学部
  - 湊川短期大学
  - 豊岡短期大学
  - 大手前短期大学
  - 神戸教育短期大学
  - 兵庫大学短期大学部
  - 東洋食品工業短期大学
  - 頌栄短期大学 (廃学予定)
  - 甲子園短期大学 (廃学予定)
  - 神戸女子短期大学 (廃学予定)
  - 産業技術短期大学 (廃学予定)
  - 姫路日ノ本短期大学 (廃学予定)
  - 神戸常盤大学短期大学 (廃学予定)
- 通信制大学
  - 放送大学 兵庫学習センター

#### 専修学校
- 高等専門学校
  - 明石工業高等専門学校
  - 神戸市立工業高等専門学校
- 専修学校
  - 兵庫県専修学校一覧

#### その他の教育
- 特別支援学校
- 高等学校
- 中学校
- 小学校
- 幼稚園
- 各種学校
  - 関西聖書神学校

#### 文部科学省認可外の教育施設
- 神戸改革派神学校

### マスメディア
従来、兵庫県を放送対象地域とする民間放送局は、中波（AM）、超短波（FM）、テレビジョン（TV）の3つ全てが独立放送局であったが、2003年（平成15年）に Kiss-FM KOBEがJFNに加盟。これに伴い、3つ全てが独立放送局である都道府県は神奈川県のみとなった。

#### 新聞社
- 神戸新聞
  - デイリースポーツ - 本部がある。2010年3月に神戸新聞に会社が吸収されるまで、西日本向け紙面の1面には神戸本部ではなく大阪本社の住所が記載されていたが、現在は神戸本部の住所が記載されている。
- 日本海新聞 - 新温泉町に支社を持っていて但馬地域向けに新聞を発行している。なお、2000年（平成12年）4月には姫路市に支社を開設して播磨版を発行したが、『大阪日日新聞』が同社傘下（2008年（平成20年）2月1日にザ・プレス大阪と合併して日本海の大阪本社となる）の朝刊紙となった関係で同年9月に閉鎖された。この姫路支社（播磨版）の編集に携わった人たちが大阪日日との経営統合に関わったという説がある。現在は『大阪日日新聞』が神戸市・尼崎市など京阪神通勤圏で即売が売られている。

#### テレビ局
放送区域は近畿広域圏に属する。
以下は兵庫県域放送局
- NHK神戸放送局総合（リモコンキーID1ch）- 教育テレビはNHK大阪放送局（リモコンキーID2ch）の放送対象地域となっている。
- サンテレビジョン（リモコンキーID3ch）- 独立局である。

テレビ大阪（TXN系）は尼崎市や伊丹市を中心とした阪神地域や神戸市の一部地域などで直接受信が可能であるがあくまで大阪府域局であり、県域放送局であるサンテレビでは諸事情によりTXN系の番組が放送できないため、46都道府県の地上波テレビ局で放送されているTXN系列の番組 が兵庫県内では視聴できないものもある。
播磨灘沿いの県南西部の一部では、岡山県・香川県の各放送局が受信できる地域が存在する。これらの地域では1964年（昭和39年）までNHK岡山放送局、1969年（昭和44年）まで山陽放送、西日本放送）しか受信できなかった。

#### ラジオ局
兵庫県が放送対象地域であるFM局の親局及びラジオ関西のFM補完放送のメイン局は、地上デジタルテレビの県域局も含め摩耶山に設置されている。在阪民放3局（MBSラジオ・ABCラジオ・ラジオ大阪）は放送対象地域が"近畿広域圏"であり、兵庫県も対象地域に入っている。radikoでは兵庫県各局に加え在阪民放AM・FM各3局も兵庫県内で無料聴取が可能である。NHKラジオ第1放送・第2放送は南部は大阪から受信する。北部は中継局（豊岡市・香美町・新温泉町）がある（ただし、香住・新温泉は第1放送のみ）。
- AM放送局
  - ラジオ関西    - 独立局。radikoは関西全域に配信。
- FM放送局
  - Kiss FM KOBE    - JFN系列。radikoは関西全域に配信。

  - FM COCOLO    - 県内の外国語放送実施地域（公式なエリア）は神戸市、尼崎市のみ。ただし、周辺でも聴取は可能。radikoは関西全域に配信。

  - NHK神戸放送局     - 県域放送はFMのみ実施。

コミュニティFMは以下の11局が放送しており、近畿2府4県では最多である。
- エフエムムーヴ
- さくらFM
- 尼崎市総合文化センター
- 伊丹コミュニティ放送
- エフエム宝塚
- エフエムさんだ
- たんばコミュニティネットワーク
- エフエムたじま
- エフエム三木
- BAN-BANネットワークス
- 姫路シティFM21（FM GENKI〈エフエムゲンキ〉）

## 文化・スポーツ
兵庫県は異なる歴史を持つ地域の寄せ集めであり、地域によって風俗や習慣に違いが見られる。県人会は県内の出身各地方で別々となっている（東京淡路会、大阪但馬人会、関東氷上・多紀郡郷友会など）。

### 方言
方言の違いも多彩である。県南部では近畿方言（関西弁）が使われるが、県北部では中国方言である但馬弁が使われる。県南部の方言も、中国方言の影響を受けた播磨地域の播州弁、大阪弁の流れを汲む阪神地域の摂津弁、播州弁と摂津弁の中間的な方言で神戸市を中心に使われる神戸弁、京言葉の流れを汲む丹波弁、阿波弁などともつながりがある淡路島の淡路弁、と細かく分かれる。

### 伝統工芸
- 経済産業大臣指定伝統的工芸品
  - 丹波立杭焼（陶磁器、1978年）
  - 出石焼（陶磁器、1980年）
  - 大阪唐木指物（木工品、1977年）
  - 豊岡杞柳細工（木工品、1992年）
  - 播州三木打刃物（金工品、1996年）
  - 播州そろばん（文具、1976年）
  - 播州毛鉤（その他工芸品、1987年）

### スポーツ
- 野球
  - 阪神タイガース（西宮市：セントラル・リーグ）
  - 兵庫ブレイバーズ（三田市：関西独立リーグ）
  - 淡路島ウォリアーズ（淡路市：関西独立リーグ）
  - 姫路イーグレッターズ（姫路市：関西独立リーグ）
  - 三菱重工West（神戸市：社会人野球）
  - 日本製鉄瀬戸内（姫路市：同上）
  - アスミビルダーズ（神戸市：同上）
  - YBSホールディングス（赤穂市：同上）

また県内には高校野球の全国大会が行われる甲子園球場や兵庫県立明石公園第一野球場がある。
- サッカー
  - ヴィッセル神戸（神戸市：Jリーグ）
  - Cento Cuore HARIMA（加古川市：関西サッカーリーグ）
  - 神戸フットボールクラブ（神戸市：同上）
  - エストレラ姫路（姫路市）
  - INAC神戸レオネッサ（神戸市：WEリーグ）
  - ASハリマアルビオン（姫路市：なでしこリーグ）
  - アルベロ神戸（神戸市：関西女子サッカーリーグ）
- バスケットボール
  - 神戸ストークス（神戸市：B.LEAGUE）
  - 信和建設（男子近畿地域リーグ）
  - 姫路イーグレッツ（姫路市：Wリーグ）
- ラグビー
  - コベルコ神戸スティーラーズ（神戸市：ジャパンラグビーリーグワン）
  - JR西日本レイラーズ（神戸市：トップウェスト）
  - 六甲ファイティングブル（関西クラブリーグ）
- アメリカンフットボール
  - エレコム神戸ファイニーズ（神戸市：Xリーグ）
  - アサヒ飲料チャレンジャーズ（尼崎市：同上）
  - ゴールデンファイターズ（神戸市：X2リーグ）
- バレーボール
  - JTマーヴェラス（西宮市：女子V1リーグ）- 加盟は大阪府バレーボール協会。
  - 久光製薬スプリングス（神戸市・佐賀県鳥栖市：同上）- 加盟は久光製薬の本社がある佐賀県バレーボール協会。チームの練習拠点は、ダイエーオレンジアタッカーズの本拠であった神戸市西区にある。
  - ヴィクトリーナ姫路（姫路市:女子V2リーグ）
  - 兵庫デルフィーノ（尼崎市：男子）
- その他
  - デウソン神戸（神戸市：フットサルFリーグ）
  - ノーリツ女子陸上競技部（神戸市）
  - DRAGON GATE（神戸市）
  - 宝塚サニー新体操クラブ（宝塚市）
- 過去に兵庫県を本拠地としていたスポーツクラブ  -  オリックス・バファローズ（パシフィック・リーグ）- 

  -  神戸9クルーズ（神戸市：関西独立リーグ (初代)）- 選手は兵庫ブルーサンダーズ（現・兵庫ブレイバーズ）に移籍し、リーグ参加権は横浜市のフォレストホームに譲渡され神戸サンズとなった。

  -  以下の2球団は活動休止の状態で、リーグ自体が解散した。
    - 明石レッドソルジャーズ（明石市：同上）
    - 神戸サンズ（神戸市・淡路島：同上）

  -  姫路GoToWORLD（姫路市：BASEBALL FIRST LEAGUE（現・関西独立リーグ））- 正式には活動休止中の扱い。

  -  山陽クラウンズ（姫路市：プロ野球）- 山陽電気鉄道が母体のプロ野球チームで、史上唯一の一軍を持たない独立した二軍球団だった。

  -  ワールドファイティングブル（神戸市：ラグビートップリーグ）- 2009年に休部した後、六甲シャークスが選手を受け入れて六甲ファイティングブルとして活動を再開するがトップウェスト残留は許可されなかった。

  -  TASAKIペルーレFC（神戸市：女子サッカー）- 神戸FCの女子部門が母体で、後に田崎真珠へ経営が移管され日本女子サッカーリーグに参加。2008年（平成20年）、田崎真珠の経営悪化によりリーグからの脱退と選手の移籍をもって解散した。

  -  兵庫インパルス（芦屋市：男子バスケットボール）- 西宮ストークスの下部チームとして活動していたが、2020年10月をもって解散。

  -  オレンジアタッカーズ（神戸市：女子バレーボール）- 久光製薬鳥栖スプリングスと統合され、久光製薬スプリングスとなった。

  -  日光・神戸アイスバックス（神戸市：アイスホッケー）- 栃木県日光市とともに、2005年度より神戸市をサブホームタウンとしていたが、運営会社の交代で2007年（平成19年）に神戸から撤退し、日光アイスバックスに戻る。しかし神戸での開催は継続されている。

  -  パナソニックエナジー洲本サッカー部（洲本市：関西サッカーリーグ）- 2013年解散

## 観光

### 有形文化財建造物

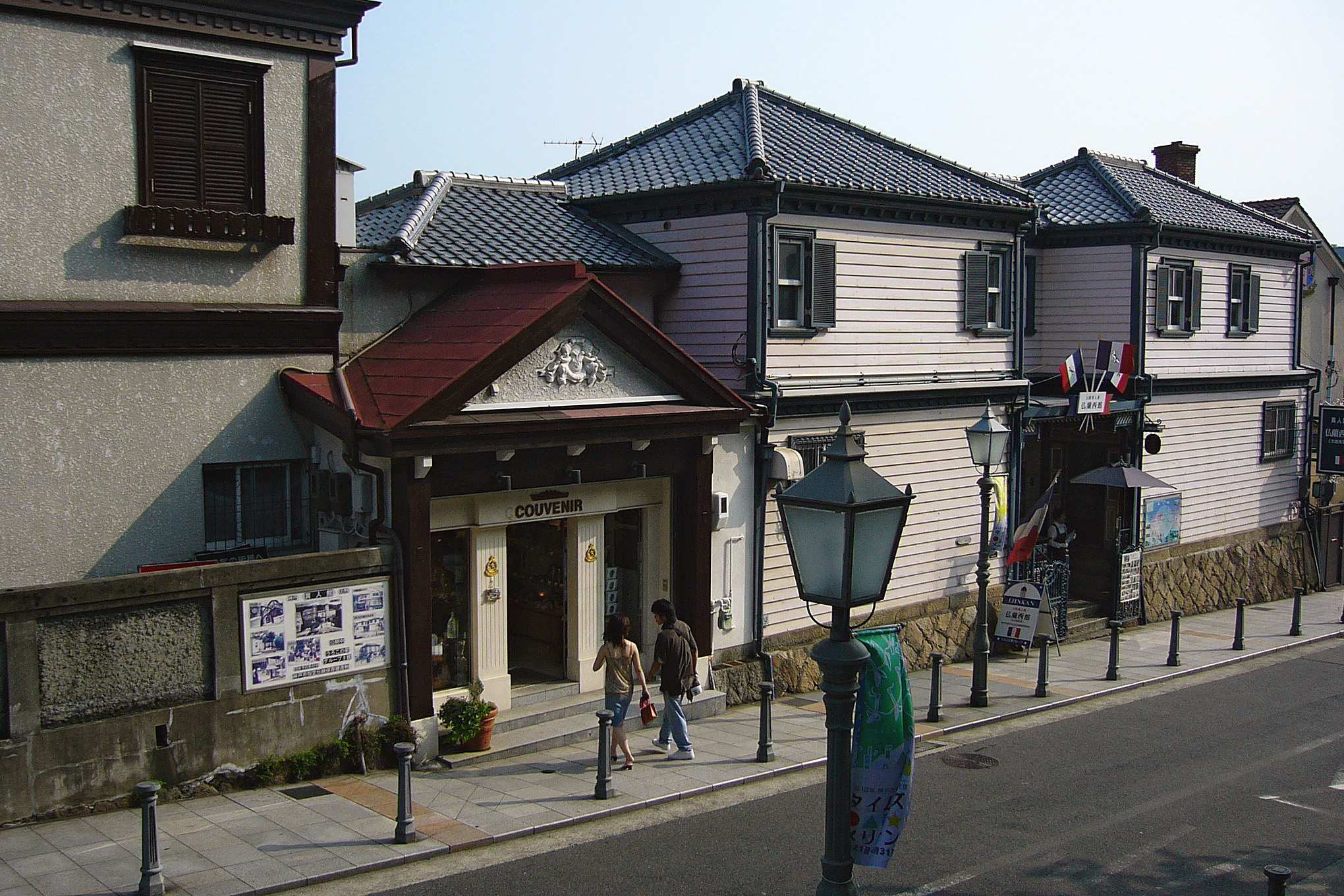
北野町山本通
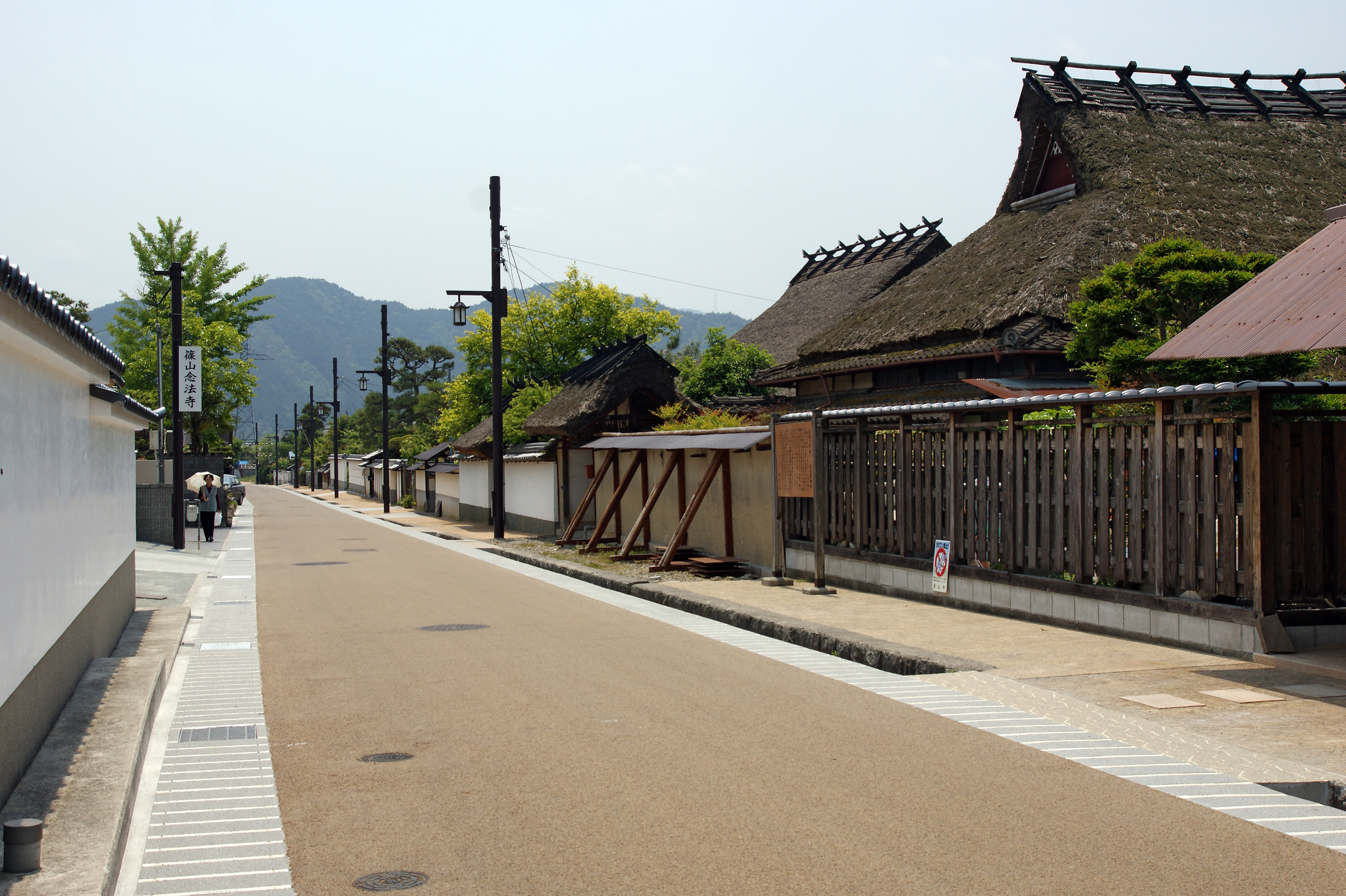
篠山
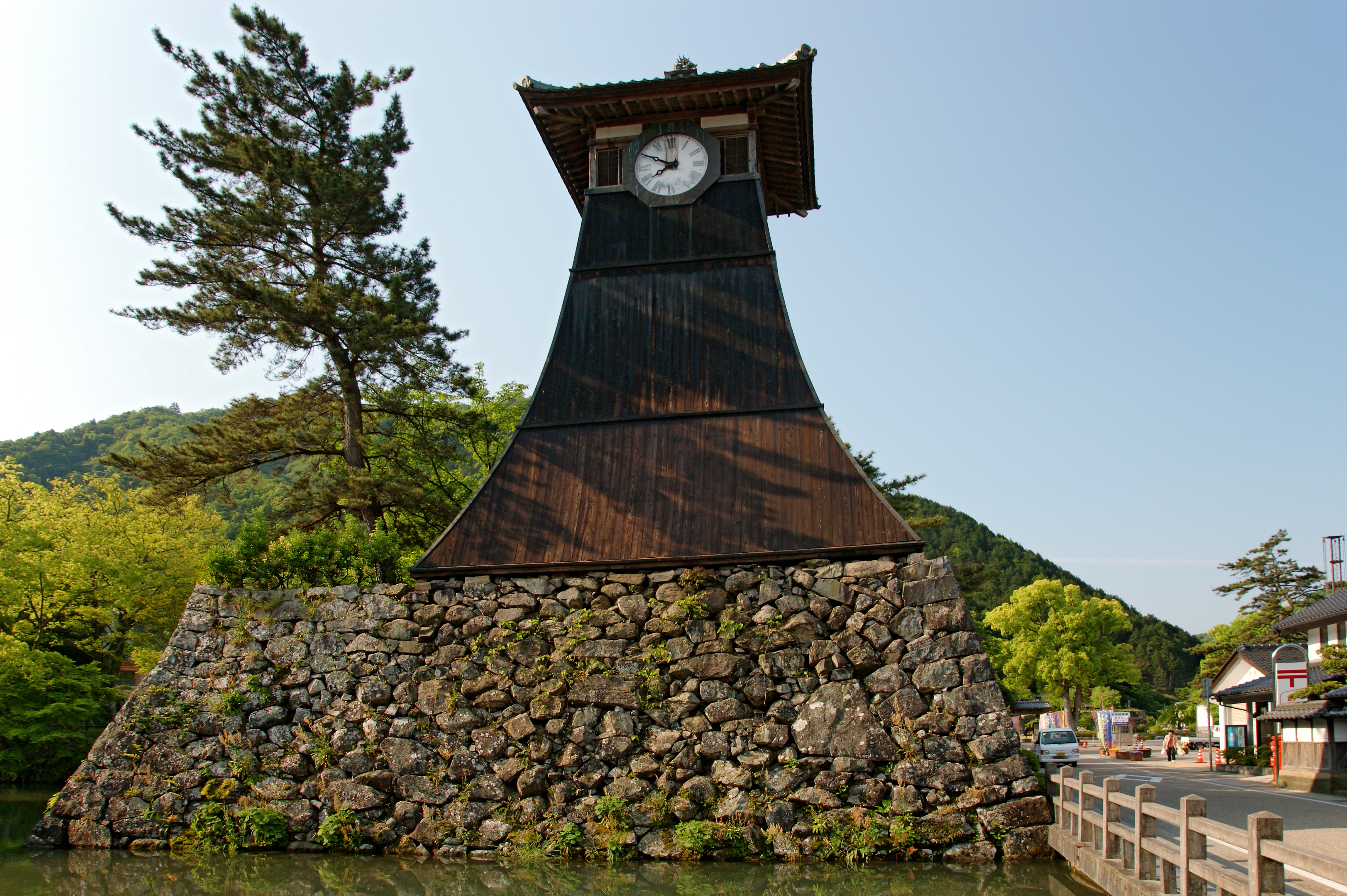
出石

- 世界遺産
  - 姫路城
- 国宝
  - 姫路城 - 大天守、乾小天守、西小天守、東小天守、イ・ロ・ハ・ニの渡櫓
  - 一乗寺 - 三重塔
  - 鶴林寺 - 太子堂、本堂
  - 浄土寺 - 浄土堂
  - 太山寺 - 本堂
  - 朝光寺 - 本堂

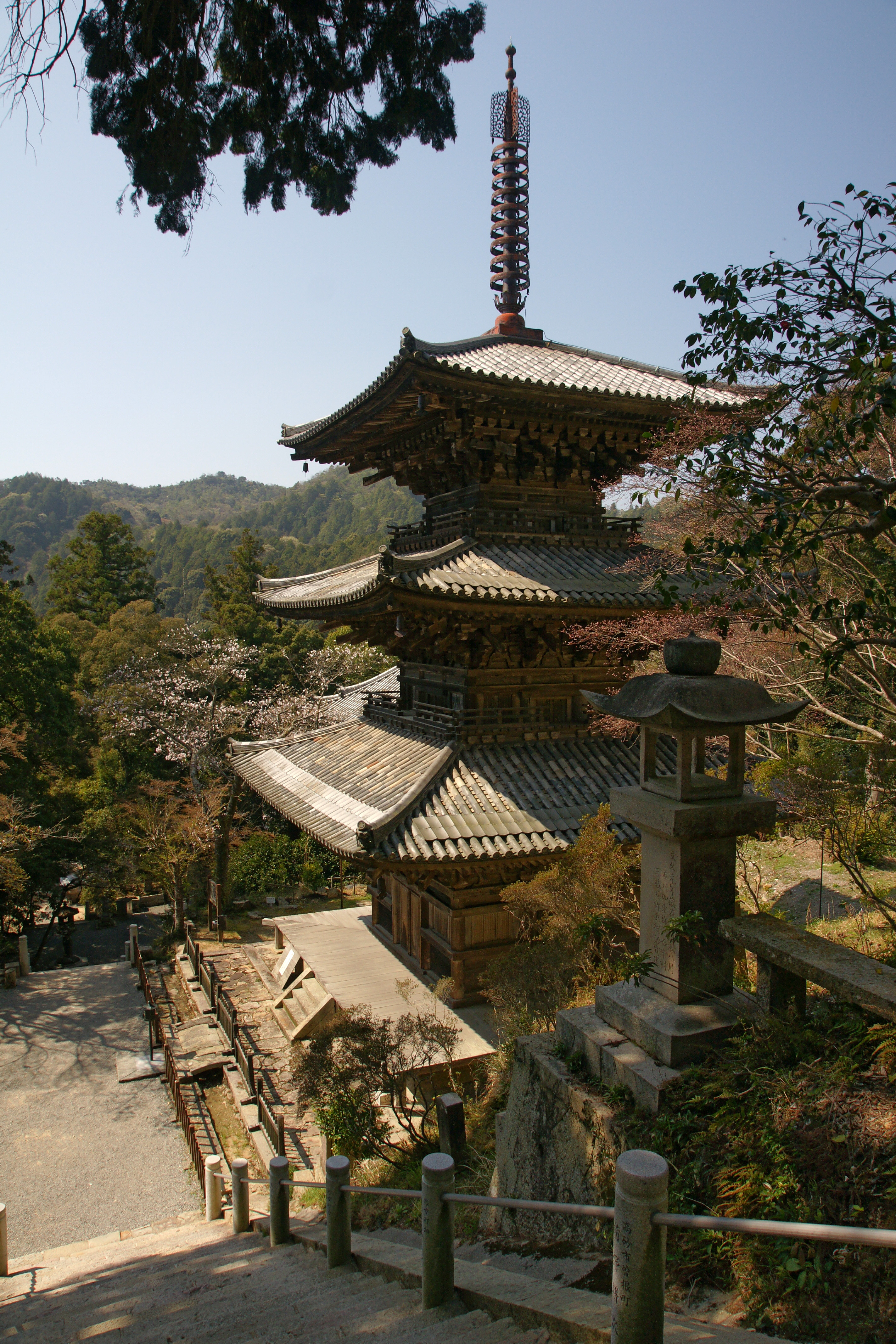
一乗寺三重塔（国宝）
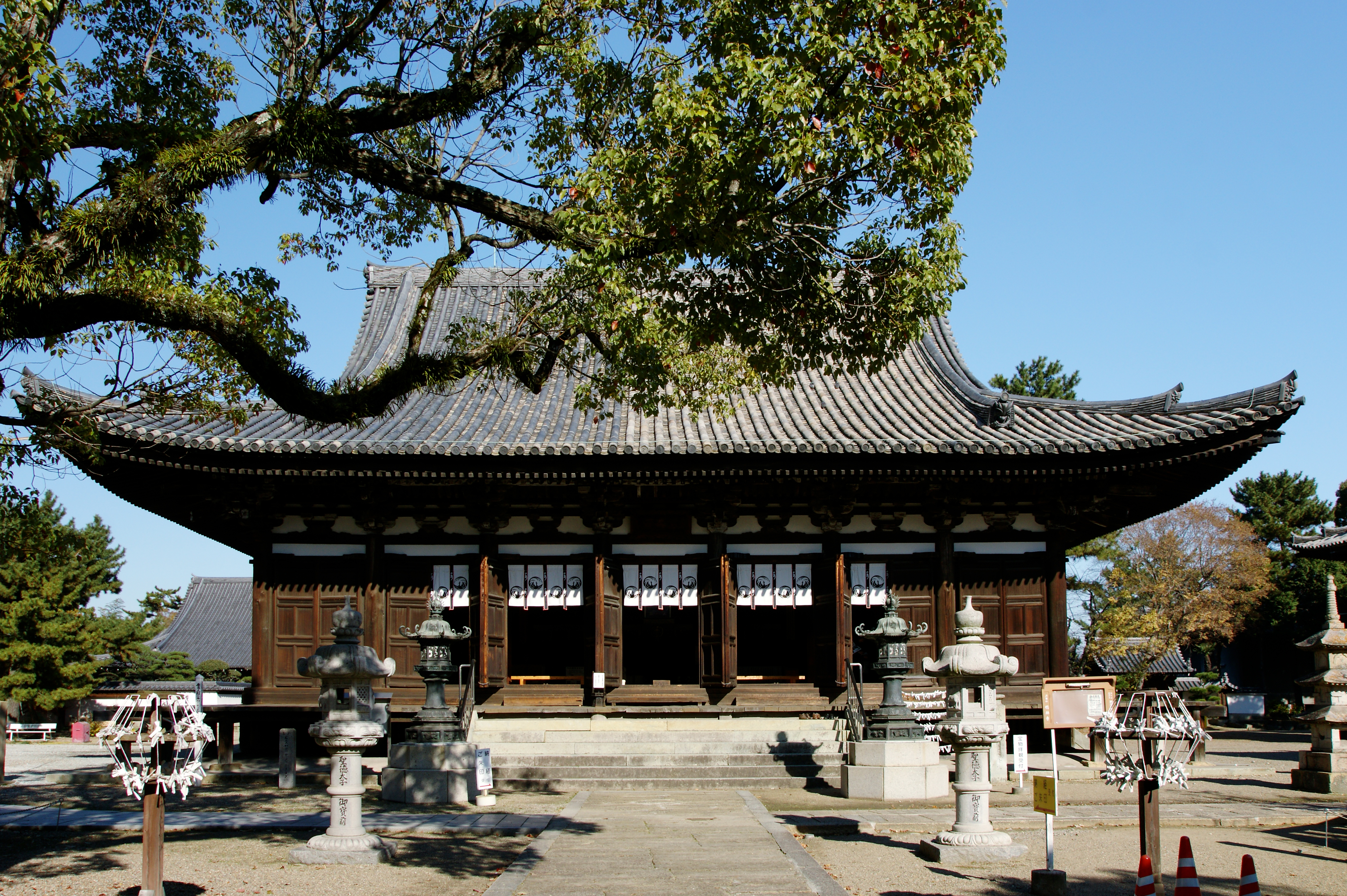
鶴林寺本堂（国宝）
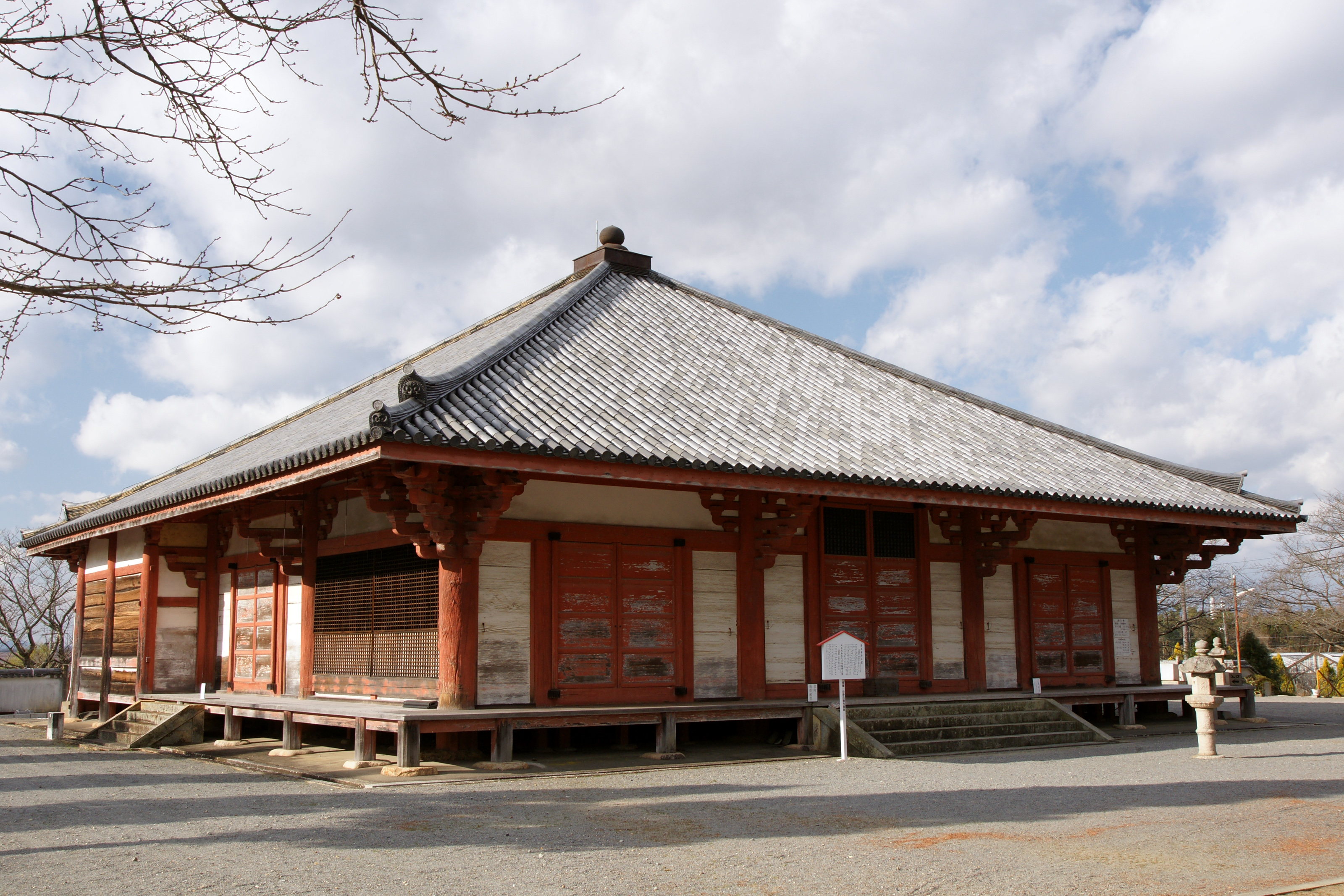
浄土寺浄土堂（国宝）
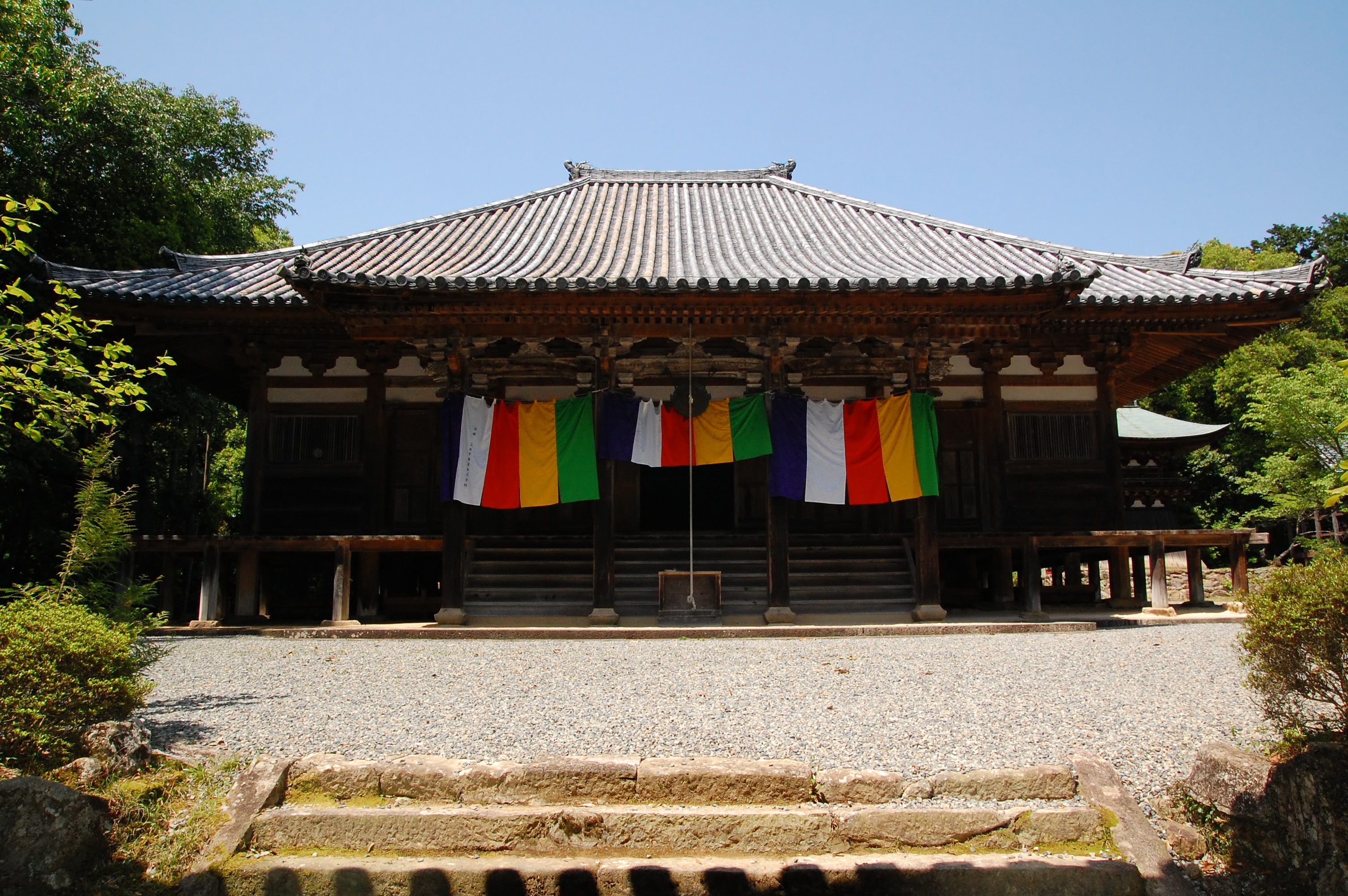
朝光寺本堂

- 重要伝統的建造物群保存地区 
  - 北野町山本通（神戸市）
  - 篠山（丹波篠山市）
  - 福住（丹波篠山市）
  - 出石（豊岡市）

- 北野町山本通
- 篠山
- 出石

### 県の景観条例に基づく指定制度
- 景観形成地区
- 広域景観形成地域 [25]
- 星空景観形成地域
- 景観形成重要建造物等

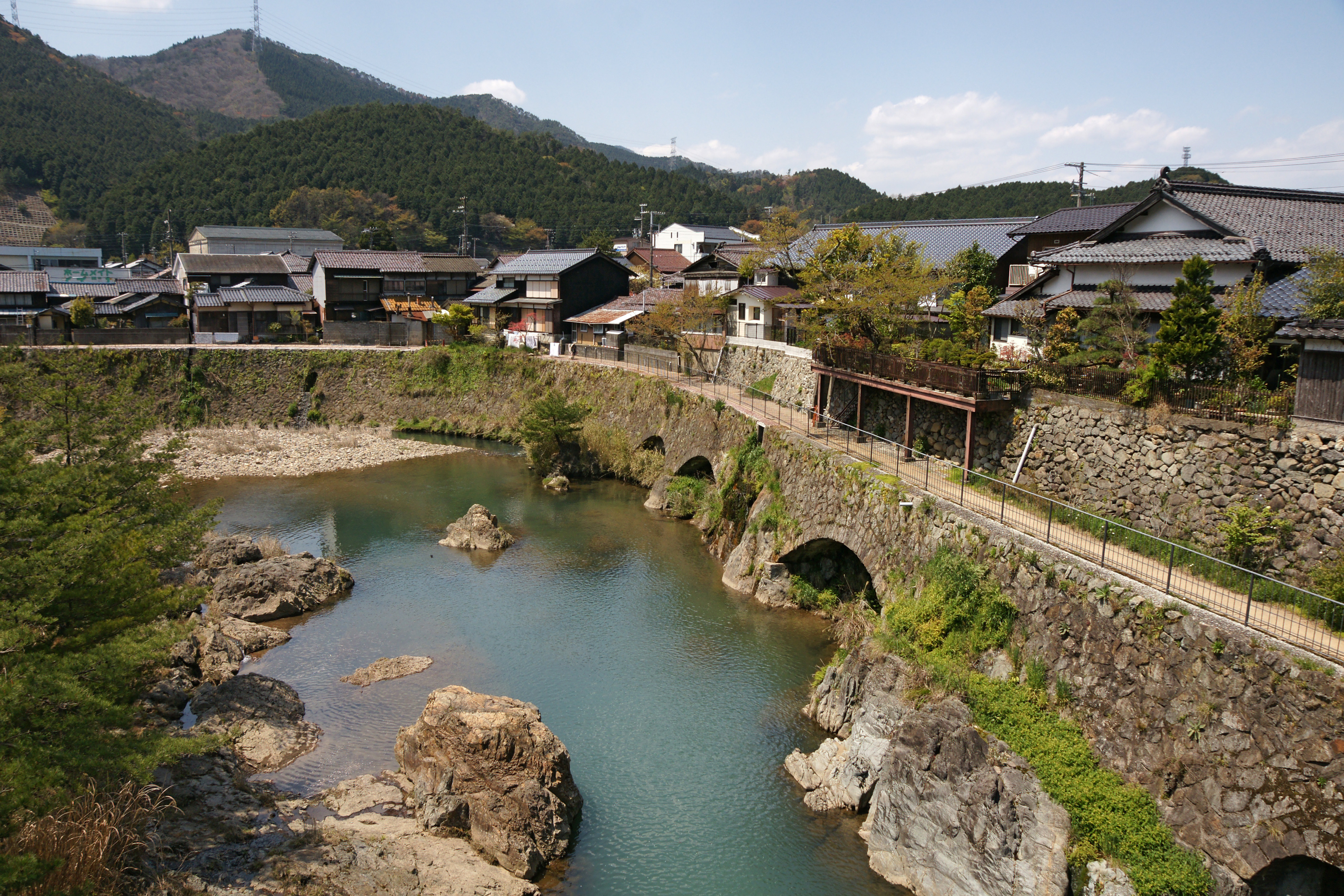
景観形成地区（口銀谷）
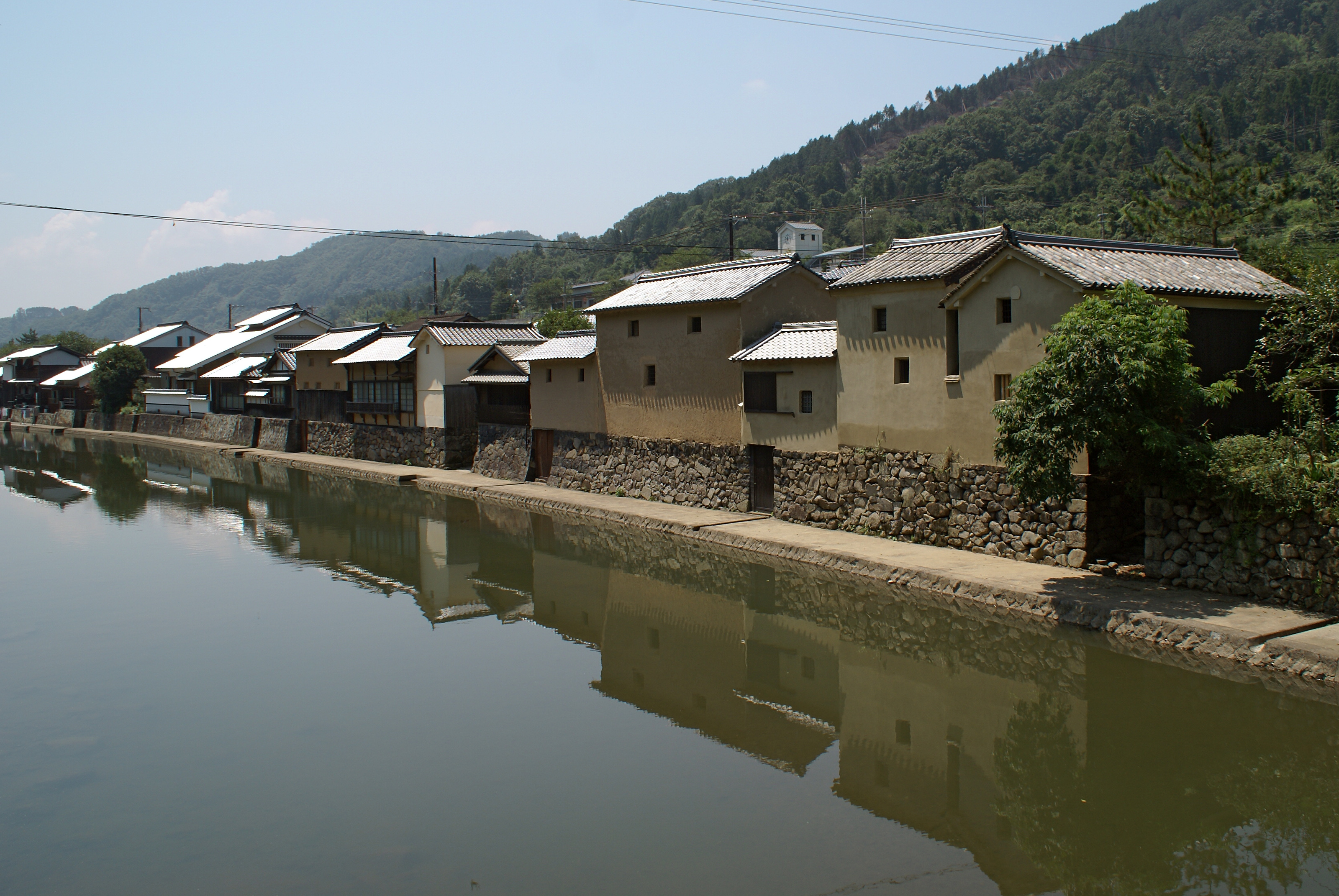
景観形成重要建造物等（平福）

### 文化施設
- 兵庫県公館（旧兵庫県本庁舎）（神戸市）
- 兵庫県立淡路島公園（淡路市）
- 兵庫県立淡路夢舞台国際会議場（淡路市）
- 兵庫県立有馬富士公園（三田市）
- 兵庫県立嬉野台生涯教育センター（加東市）
- 兵庫県立兎和野高原野外教育センター（香美町）
- 兵庫県立木の殿堂（香美町）
- 兵庫県立但馬やまびこの郷（朝来市）
- 兵庫県立総合体育館（西宮市）
- 兵庫県立文化体育館（神戸市）
- 兵庫県立海洋体育館（芦屋市）
- 兵庫県立芸術文化センター（西宮市）
- 兵庫県立尼崎青少年創造劇場「ピッコロシアター」（尼崎市）
- 兵庫県立こどもの館（姫路市）
- 兵庫県立但馬ドーム（豊岡市）
- 兵庫県立丹波年輪の里（丹波市）
- 兵庫陶芸美術館（丹波篠山市）
- 兵庫県立図書館（明石市）
- 兵庫県立いえしま自然体験センター（姫路市）
- 兵庫県立美術館（神戸市）
- 兵庫県立美術館 原田の森ギャラリー（神戸市）
- 人と防災未来センター（神戸市）
- 兵庫県立人と自然の博物館（三田市）
- 兵庫県立歴史博物館（姫路市）
- 兵庫県立兵庫津ミュージアム（神戸市）
- 兵庫県立武道館（姫路市）
- 兵庫県立六甲山自然保護センター（神戸市）
- 兵庫県立フラワーセンター（加西市）
- 兵庫県立西はりま天文台（佐用町）
- 兵庫県立西はりま天文台公園（佐用町）
- 兵庫県立明石公園（明石市）
- 兵庫県立明石西公園（明石市）
- 兵庫県立赤穂海浜公園（赤穂市）
- 兵庫県立高砂海浜公園（高砂市）
- 兵庫県立甲山森林公園（西宮市）
- 兵庫県立三木山森林公園（三木市）
- 兵庫県立コウノトリの郷公園（豊岡市）
- 兵庫県立一庫公園（川西市）
- 兵庫県立淡路香りの公園（淡路市）
- 兵庫県立但馬牧場公園（新温泉町）
- 兵庫県立播磨中央公園（加東市）
- 兵庫県立北播磨余暇村公園（多可町）
- 兵庫県立淡路佐野運動公園（淡路市）
- 兵庫県立考古博物館（播磨町）
- 兵庫県立三木総合防災公園（三木市）

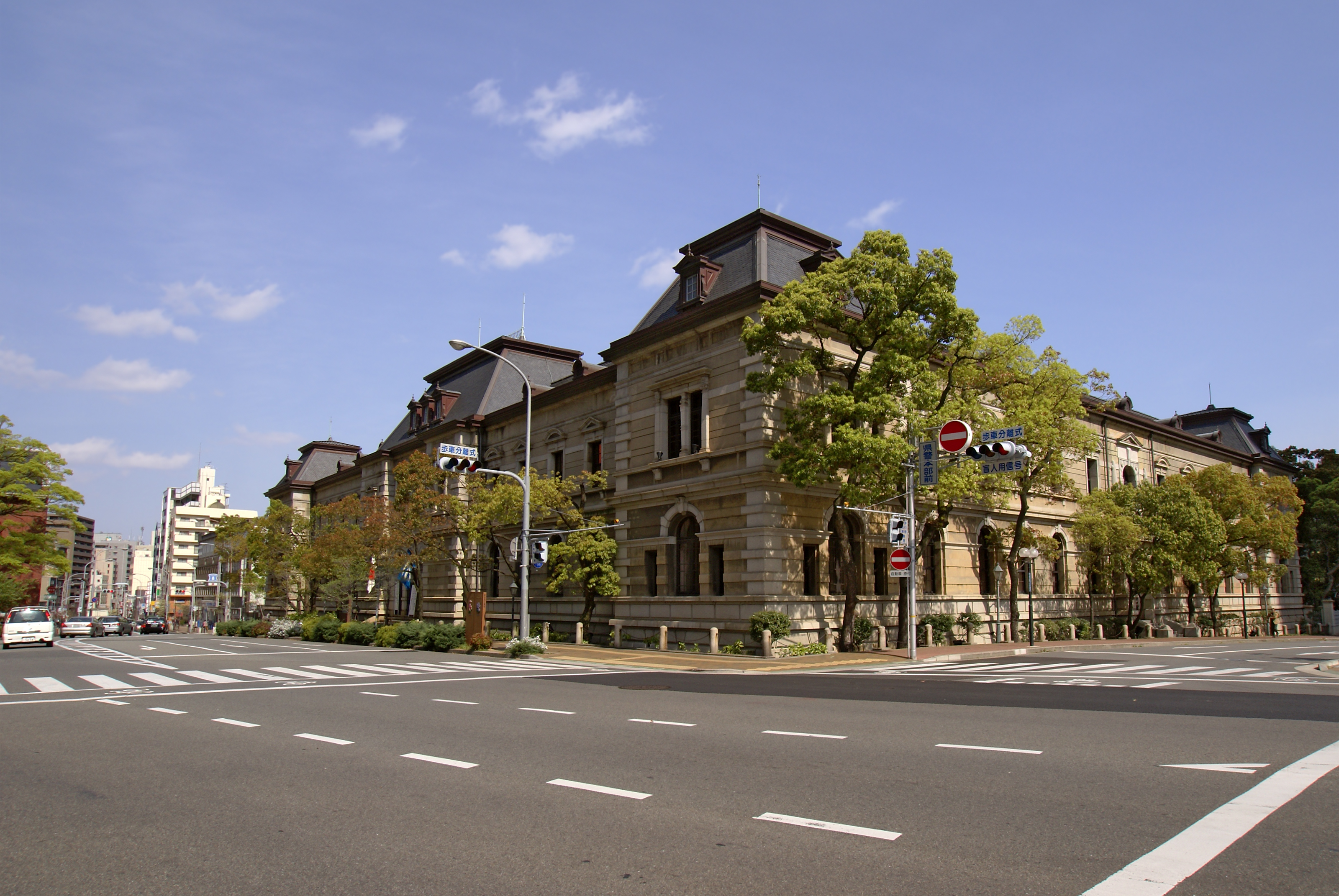
兵庫県公館
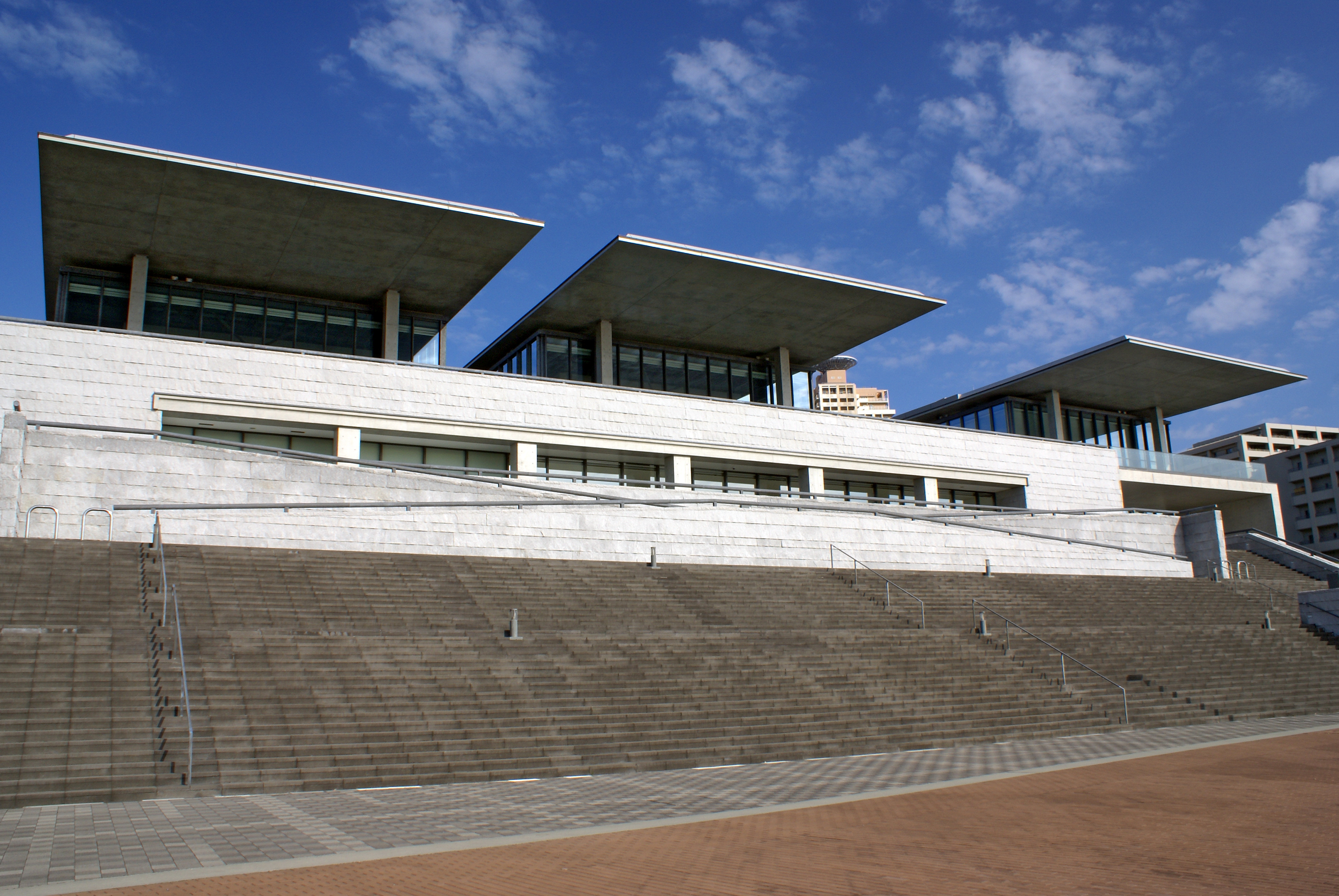
兵庫県立美術館
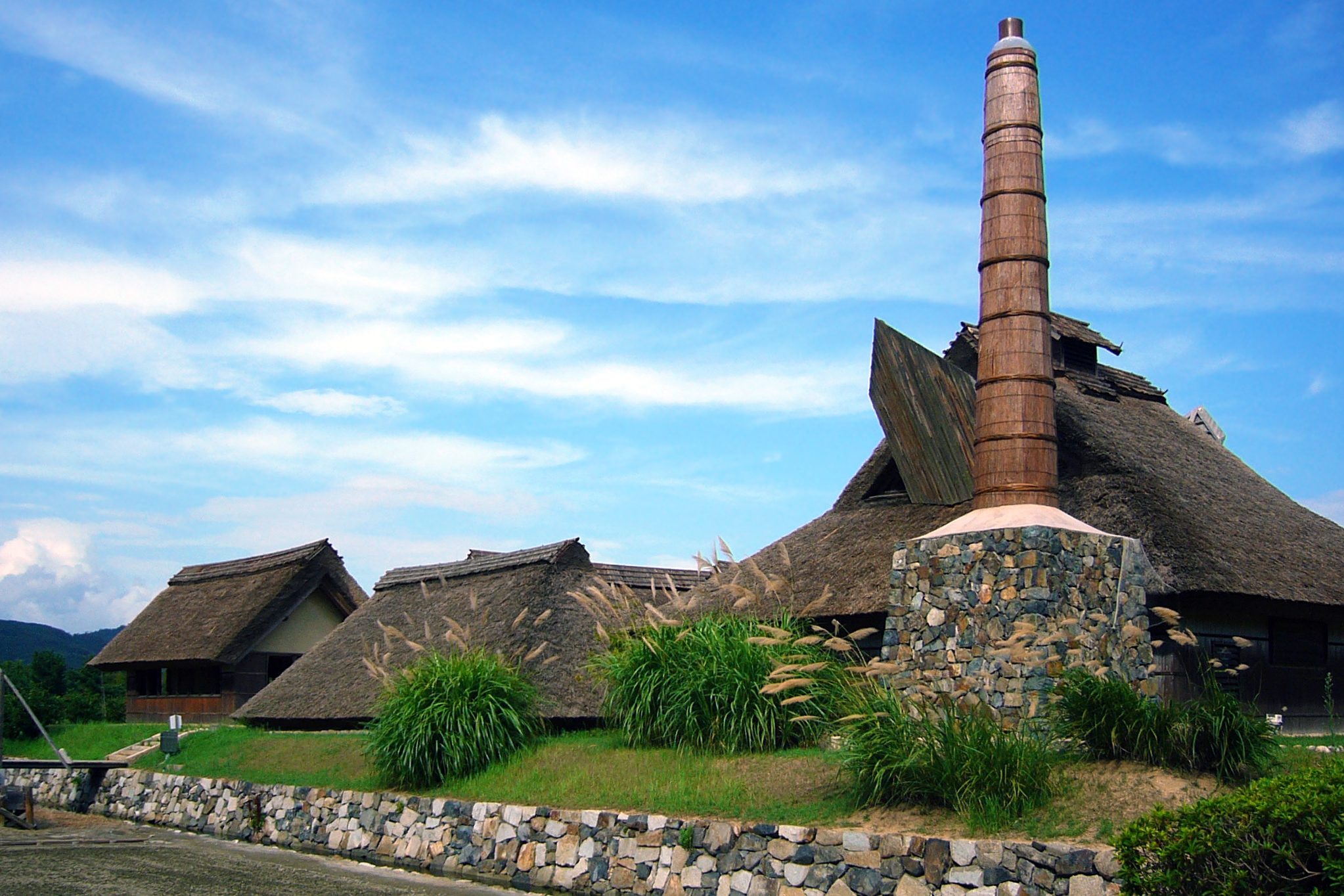
兵庫県立赤穂海浜公園
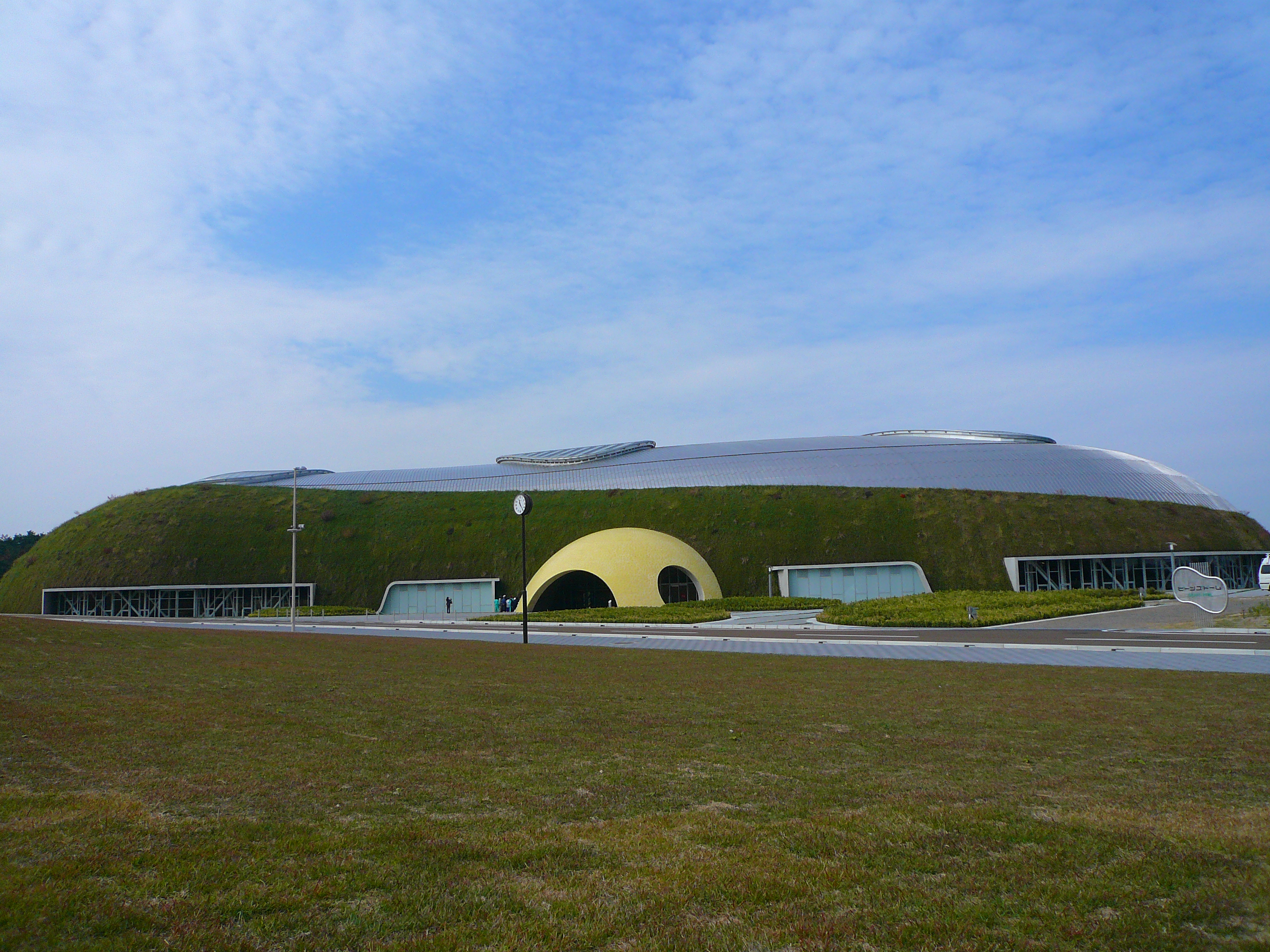
兵庫県立三木総合防災公園（ビーンズドーム）

## 兵庫県を舞台とした作品

### 兵庫県で撮影された作品
兵庫県は様々な景色を持つため、多くの映像産業に積極的に協力している。

#### 映画
- サヨナラ（1957年、アメリカ） - 神戸港・大阪国際空港
- 隠し砦の三悪人（1958年） - 西宮市蓬莱峡
- 007は二度死ぬ（1967年、イギリス） - 神戸港・姫路城
- 影武者（1980年） - 姫路城
- 乱（1985年） - 姫路城
- ブラック・レイン（1989年） - 神戸
- べっぴんの町（1989年） - 神戸・芦屋
- 兜 KABUTO（1991年、アメリカ） - 姫路城
- She's Rain（1993年） - 神戸〜芦屋〜西宮、主に阪急沿線
- ミスター・ルーキー（2002年） - 阪神甲子園球場
- リターナー（2002年） - 神戸大橋・関西電力姫路発電所他
- ラストサムライ（2003年、アメリカ） - 書写山圓教寺
- 風のファイター（2004年、韓国） - 姫路城
- ゴジラ FINAL WARS（2004年） - 神戸空港
- 交渉人 真下正義（2005年） - 神戸市営地下鉄
- ウルトラマンメビウス&ウルトラ兄弟（2006年）- 神戸空港・六甲山牧場・神戸市立須磨海浜水族園・布引ハーブ園、他
- 火垂るの墓（2008年）- 県内各地
- ゾンビチャイルド（2009年） - 神戸
- 阪急電車（2011年）-宝塚市〜西宮市

宝塚市において製作された映画作品については、以下も参照。
- 宝塚映画制作所（東宝グループ）：宝塚市（1938年 - 1983年）（宝塚映画制作所・制作作品一覧）
- 宝塚映像：宝塚市（1983年 - ）

西宮市、芦屋市において大正時代から戦前にかけて製作された作品については、以下も参照
- 甲陽撮影所：西宮市（1918年 - 1937年）（甲陽キネマ-東亜キネマ-極東映画-甲陽映画）（フィルモグラフィ）
- アシヤ映画製作所：芦屋市（1925年）（フィルモグラフィ）

#### テレビドラマ
- 夢千代日記（1980年代、NHK） - 湯村温泉
- 3年B組金八先生（第4シリーズ。1995年 - 1996年、TBS） - 神戸市
- 大奥〜華の乱〜（2005年、フジテレビ） - 姫路城

時代劇などでは「姫路城」の映像を「江戸城」に見立てて使用している場合も多い。

#### テレビCM
- 優子と達也の阪神沿線物語（2014年）- 阪神電気鉄道のテレビCMである。